# ВТБ јунајтед лига 2017/18.
ВТБ јунајтед лига 2017/18. била је девета комплетна сезона ВТБ јунајтед лиге. То је такође била пета сезона у којој лига функционише као највиши кошаркашки ранг у Русији. Почела је у октобру 2017. године првим колу регуларног дела сезоне, а завршила је у јуну 2019. године финалном утакмицом.
ЦСКА Москва је одбранио шампионску титулу. 

## Измене формата
Од ове сезоне, најбољих осам тимова су се пласирали у плеј-оф. Све серије се играју на три добијене утакмице, а предност домаћег терена одређена је по систему 2-2-1. Четири победничке екипе оствариле су пласман на фајнал-фор.

## Тимови
Укупно 13 тимова из шест земаља такмичи се у лиги, укључујући девет из Русије, једну из Белорусије, једну из Естоније, једну из Казахстана и једну из Летоније.

### Учесници у сезони 2018/19.
| Team                  | Home city       | Arena                             | Capacity |
| --------------------- | --------------- | --------------------------------- | -------- |
| Астана                | Астана          | Сарјарка велодром                 | 9,270    |
| Автодор Саратов       | Саратов         | СП Кристал                        | 5,500    |
| ЦСКА Москва           | Москва          | УСК ЦСКА                          | 5,000    |
| Јенисеј               | Краснојарск     | Арена Север                       | 4,000    |
| Калев/Крамо           | Талин           | Саку Сурхал                       | 5,500    |
| Химки                 | Химки           | Химки кошаркашки центар           | 4,000    |
| Локомотива Кубањ      | Краснодар       | Кошаркашка хала Краснодар         | 7,500    |
| Нижњи Новгород        | Нижњи Новгород  | Палата спортова Нижњи Новгород    | 5,500    |
| Парма                 | Перм            | Универзална палата спортова Молот | 7,000    |
| Цмоки-Минск           | Минск           | Минск арена                       | 15,000   |
| УНИКС                 | Казањ           | Баскет хол арена                  | 7,000    |
| ВЕФ Рига              | Рига            | Арена Рига                        | 12,000   |
| Зенит Санкт Петербург | Санкт Петербург | СЦ Јубилејни                      | 6,381    |

### Тренери
| Team                  | Head coach          |
| --------------------- | ------------------- |
| Астана                | Костас Флеваракис   |
| Автодор Саратов       | Владимир Анстиферов |
| ЦСКА Москва           | Димитрис Итудис     |
| Јенисеј               | Олег Окулов         |
| Калев/Крамо           | Доналдас Каирис     |
| Химки                 | Јоргос Барцокас     |
| Локомотива Кубањ      | Саша Обрадовић      |
| Нижњи Новгород        | Зоран Лукић         |
| Парма                 | Вјачеслав Шушаков   |
| Цмоки-Минск           | Игор Гришчук        |
| УНИКС                 | Димитриос Прифтис   |
| ВЕФ Рига              | Јанис Гаилитис      |
| Зенит Санкт Петербург | Василиј Карасев     |

## Редовна сезона
Први део такмичења се одвија по двоструком бод-систему, свако са сваким игра по једну утакмицу на домаћем и једну на гостујућем терену.

### Табела
|    | Тим                   | Игр. | Поб. | Изг. | П+   | П-   | П+/- | Бод |
| -- | --------------------- | ---- | ---- | ---- | ---- | ---- | ---- | --- |
| 1  | ЦСКА Москва           | 24   | 22   | 2    | 2268 | 1894 | +374 | 46  |
| 2  | УНИКС                 | 24   | 22   | 2    | 2074 | 1829 | +245 | 46  |
| 3  | Локомотива Кубањ      | 24   | 17   | 7    | 2036 | 1755 | +281 | 41  |
| 4  | Зенит Санкт Петербург | 24   | 16   | 8    | 2053 | 2052 | +1   | 40  |
| 5  | Автодор Саратов       | 24   | 14   | 10   | 2107 | 2104 | +3   | 38  |
| 6  | Химки                 | 24   | 13   | 11   | 2038 | 1942 | +96  | 37  |
| 7  | Нижњи Новгород        | 24   | 10   | 14   | 2046 | 2094 | -48  | 34  |
| 8  | ВЕФ                   | 24   | 8    | 16   | 1864 | 1980 | -116 | 32  |
| 9  | Цмоки-Минск           | 24   | 8    | 16   | 1792 | 1982 | -190 | 32  |
| 10 | Астана                | 24   | 7    | 17   | 1836 | 1932 | -96  | 31  |
| 11 | Парма                 | 24   | 7    | 17   | 1951 | 2086 | -135 | 31  |
| 12 | Калев/Крамо           | 24   | 6    | 18   | 2030 | 2196 | -166 | 30  |
| 13 | Јенисеј               | 24   | 6    | 18   | 1892 | 2141 | -249 | 30  |

Легенда:

### Резултати
Домаћини су наведени у левој колони.
| Екипа          | АВТ   | АСТ   | ВЕФ   | ЗЕН    | ЈЕН    | КАЛ     | ЛОК    | НИЖ    | ПАР    | УНИ   | ХИМ    | ЦМО    | ЦСК    |
| -------------- | ----- | ----- | ----- | ------ | ------ | ------- | ------ | ------ | ------ | ----- | ------ | ------ | ------ |
| Автодор        | XXX   | 92:86 | 89:84 | 92:107 | 102:83 | 82:77   | 77:110 | 84:75  | 82:87  | 78:80 | 104:92 | 104:82 | 98:110 |
| Астана         | 75:92 | XXX   | 67:53 | 87:64  | 92:75  | 102:92  | 50:83  | 73:85  | 78:84  | 73:78 | 84:79  | 77:59  | 72:92  |
| ВЕФ Рига       | 79:93 | 84:73 | XXX   | 80:90  | 94:67  | 87:73   | 69:71  | 94:90  | 78:67  | 69:81 | 64:104 | 82:70  | 83:102 |
| Зенит          | 79:93 | 84:73 | 84:83 | XXX    | 85:73  | 85:80   | 79:78  | 92:89  | 98:73  | 82:99 | 80:98  | 83:76  | 87:83  |
| Јенисеј        | 83:88 | 90:76 | 68:75 | 84:104 | XXX    | 88:91   | 49:75  | 98:90  | 96:77  | 89:93 | 84:89  | 91:80  | 72:87  |
| Калев/Крамо    | 95:89 | 83:73 | 98:94 | 89:95  | 97:88  | XXX     | 62:88  | 97:103 | 74:76  | 67:75 | 92:84  | 80:85  | 95:105 |
| Локомотива     | 90:93 | 79:78 | 83:70 | 87:84  | 106:57 | 95:62   | XXX    | 94:64  | 94:64  | 67:77 | 93:78  | 67:56  | 75:78  |
| Нижњи Новгород | 84:82 | 79:78 | 80:64 | 100:90 | 79:85  | 103:85  | 92:86  | XXX    | 73:88  | 89:91 | 79:82  | 82:91  | 90:104 |
| Парма          | 94:96 | 84:90 | 87:69 | 94:99  | 96:73  | 104:84  | 73:86  | 80:82  | XXX    | 81:88 | 69:106 | 81:88  | 76:111 |
| УНИКС          | 89:82 | 90:75 | 89:81 | 94:60  | 91:76  | 104:78  | 93:65  | 99:93  | 84:70  | XXX   | 80:79  | 87:62  | 75:88  |
| Химки          | 88:75 | 72:71 | 73:77 | 66:76  | 92:62  | 96:85   | 83:90  | 90:87  | 90:87  | 80:83 | XXX    | 83:55  | 81:96  |
| Цмоки-Минск    | 82:85 | 75:66 | 84:77 | 81:82  | 74:88  | 87:84   | 88:84  | 70:78  | 66:65  | 65:91 | 79:82  | XXX    | 83:93  |
| ЦСКА           | 93:66 | 79:63 | 94:69 | 100:84 | 108:73 | 108:100 | 79:90  | 97:80  | 101:94 | 80:63 | 90:71  | 90:54  | XXX    |

## Резултати лигашког дела по датуму одигравања

### Октобар
| 5. октобар 2017 17:00 | Протокол | УНИКС                                                                     | 94 : 60 | Зенит                                             | Баскет хол арена, Казањ Гледаоци: 4.375 Судије: Алексеј Чудин Семјон Овинов Александар Романов |  |
| 5. октобар 2017 17:00 | Протокол | Четвртине: 28:15, 22:14, 19:17, 25:14                                     |         |                                                   | Баскет хол арена, Казањ Гледаоци: 4.375 Судије: Алексеј Чудин Семјон Овинов Александар Романов |  |
| 5. октобар 2017 17:00 | Протокол | Поени: Стефан Лазме 20 Скокови: Стефан Лазме 7 Асистенције: Кино Колом 10 |         | Дру Гордон 22 Дру Гордон 10 Николас Лапровитола 4 | Баскет хол арена, Казањ Гледаоци: 4.375 Судије: Алексеј Чудин Семјон Овинов Александар Романов |  |

| 5. октобар 2017 19:30 | Протокол | Химки                                                                          | 83 : 55 | Цмоки-Минск                                          | КЦ Химки, Химки Гледаоци: 1.113 Судије: Ингус Бауманис Јоргис Лавринавичијус Роберт Виклицки |  |
| 5. октобар 2017 19:30 | Протокол | Четвртине: 16:11, 23:24, 23:9, 21:11                                           |         |                                                      | КЦ Химки, Химки Гледаоци: 1.113 Судије: Ингус Бауманис Јоргис Лавринавичијус Роберт Виклицки |  |
| 5. октобар 2017 19:30 | Протокол | Поени: Алексеј Швед 19 Скокови: Малколм Томас 8 Асистенције: Стефан Марковић 7 |         | Дејвид Кравис 10 Дмитриј Полишчук 5 Филип Адамовић 4 | КЦ Химки, Химки Гледаоци: 1.113 Судије: Ингус Бауманис Јоргис Лавринавичијус Роберт Виклицки |  |

| 6. октобар 2017 19:30 | Протокол | Јенисеј                                                                        | 72 : 87 | ЦСКА Москва                                                       | Арена Север, Краснојарск Гледаоци: 3.000 Судије: Ингус Бауманис Антон Махлин Иља Путенко |  |
| 6. октобар 2017 19:30 | Протокол | Четвртине: 11:22, 14:31, 24:23, 23:11                                          |         |                                                                   | Арена Север, Краснојарск Гледаоци: 3.000 Судије: Ингус Бауманис Антон Махлин Иља Путенко |  |
| 6. октобар 2017 19:30 | Протокол | Поени: Денис Захаров 14 Скокови: Октавије Елис 5 Асистенције: Сергеј Митусов 3 |         | Кори Хигинс 14 Отело Хантер 8 Лео Вестерман, Серхио Родригез по 4 | Арена Север, Краснојарск Гледаоци: 3.000 Судије: Ингус Бауманис Антон Махлин Иља Путенко |  |

| 8. октобар 2017 15:00 | Протокол | Астана                                                                                            | 72 : 92 | ЦСКА Москва                                       | Сарјарка велодром, Астана Гледаоци: 1.230 Судије: Сергеј Зашчук Аре Халико Андреј Шарапа |  |
| 8. октобар 2017 15:00 | Протокол | Четвртине: 15:29, 17:30, 21:15, 19:18                                                             |         |                                                   | Сарјарка велодром, Астана Гледаоци: 1.230 Судије: Сергеј Зашчук Аре Халико Андреј Шарапа |  |
| 8. октобар 2017 15:00 | Протокол | Поени: Џастин Картер 25 Скокови: Ике Удано 11 Асистенције: Хердор Вилијамсон, Ентони Клемонс по 3 |         | Нандо де Коло 24 Вил Клајберн 6 Серхио Родригез 6 | Сарјарка велодром, Астана Гледаоци: 1.230 Судије: Сергеј Зашчук Аре Халико Андреј Шарапа |  |

| 8. октобар 2017 17:00 | Протокол | Калев/Крамо                                                                         | 62 : 88 | Локомотива Кубањ                                            | Спортска хала Калев , Талин Гледаоци: 1.000 Судије: Олег Латишев Мартињш Козловскис Александар Сирица |  |
| 8. октобар 2017 17:00 | Протокол | Четвртине: 13:25, 21:19, 11:21, 17:23                                               |         |                                                             | Спортска хала Калев , Талин Гледаоци: 1.000 Судије: Олег Латишев Мартињш Козловскис Александар Сирица |  |
| 8. октобар 2017 17:00 | Протокол | Поени: Бранко Мирковић 20 Скокови: Кристјан Кангур 7 Асистенције: Бранко Мирковић 4 |         | Брајан Квал 17 Марди Колинс 7 Џо Регланд, Тревор Лејси по 4 | Спортска хала Калев , Талин Гледаоци: 1.000 Судије: Олег Латишев Мартињш Козловскис Александар Сирица |  |

| 8. октобар 2017 18:00 | Протокол | Зенит                                                                    | 98 : 73 | Парма                                                       | Спортски центар Јубилејни, Санкт Петербург Гледаоци: 3.900 Судије: Алексеј Давидов Сергеј Круг Сергеј Михаилов |  |
| 8. октобар 2017 18:00 | Протокол | Четвртине: 21:17, 26:16, 25:24, 26:16                                    |         |                                                             | Спортски центар Јубилејни, Санкт Петербург Гледаоци: 3.900 Судије: Алексеј Давидов Сергеј Круг Сергеј Михаилов |  |
| 8. октобар 2017 18:00 | Протокол | Поени: Дру Гордон 27 Скокови: Дру Гордон 14 Асистенције: Скот Рејнолдс 8 |         | Коди Милер-Мекинтајр 16 Тре Маклин 6 Коди Милер-Мекинтејр 4 | Спортски центар Јубилејни, Санкт Петербург Гледаоци: 3.900 Судије: Алексеј Давидов Сергеј Круг Сергеј Михаилов |  |

| 9. октобар 2017 19:30 | Протокол | ВЕФ Рига                                                                          | 64 : 104 | Химки                                         | Арена Рига, Рига Гледаоци: 700 Судије: Борис Рижик Петр Пастусик Александар Сирица |  |
| 9. октобар 2017 19:30 | Протокол | Четвртине: 21:28, 14:13, 16:35, 13:28                                             |          |                                               | Арена Рига, Рига Гледаоци: 700 Судије: Борис Рижик Петр Пастусик Александар Сирица |  |
| 9. октобар 2017 19:30 | Протокол | Поени: Роландас Фрејманис 13 Скокови: Марекс Мејерис 7 Асистенције: Антоан Скот 7 |          | Џејмс Андерсон 24 Ентони Џил 7 Алексеј Швед 5 | Арена Рига, Рига Гледаоци: 700 Судије: Борис Рижик Петр Пастусик Александар Сирица |  |

| 14. октобар 2017 17:00 | Протокол | Автодор Саратов                                                               | 102 : 83 | Јенисеј                                         | ДС Кристал, Саратов Гледаоци: 2.198 Судије: Семјон Овинов Алексеј Давидов Јуриј Зинкевич |  |
| 14. октобар 2017 17:00 | Протокол | Четвртине: 28:19, 27:23, 29:14, 18:27                                         |          |                                                 | ДС Кристал, Саратов Гледаоци: 2.198 Судије: Семјон Овинов Алексеј Давидов Јуриј Зинкевич |  |
| 14. октобар 2017 17:00 | Протокол | Поени: Ијан Хамер 15 Скокови: Артем Клименко 7 Асистенције: Бренден Фрејзер 6 |          | Виталиј Љотич 24 Виталиј Љотич 7 Зебиан Додел 4 | ДС Кристал, Саратов Гледаоци: 2.198 Судије: Семјон Овинов Алексеј Давидов Јуриј Зинкевич |  |

| 15. октобар 2017 15:30 | Протокол | Зенит                                                                        | 84 : 73 | Астана                                        | Спортски центар Јубилејни, Санкт Петербург Гледаоци: 2.445 Судије: Олег Латишев Марек Маљшевски Танел Суслов |  |
| 15. октобар 2017 15:30 | Протокол | Четвртине: 21:14, 24:13, 15:22, 24:24                                        |         |                                               | Спортски центар Јубилејни, Санкт Петербург Гледаоци: 2.445 Судије: Олег Латишев Марек Маљшевски Танел Суслов |  |
| 15. октобар 2017 15:30 | Протокол | Поени: Демонте Харпер 21 Скокови: Дру Гордон 8 Асистенције: Демонте Харпер 4 |         | Џастин Картер 27 Ике Удано 13 Џастин Картер 3 | Спортски центар Јубилејни, Санкт Петербург Гледаоци: 2.445 Судије: Олег Латишев Марек Маљшевски Танел Суслов |  |

| 15. октобар 2017 16:00 | Протокол | Нижњи Новгород                                                                 | 80 : 64 | ВЕФ Рига                                         | ПС Нижњи, Нижњи Новгород Гледаоци: 1.551 Судије: Аре Халико Петар Груша Рајн Перанди |  |
| 15. октобар 2017 16:00 | Протокол | Четвртине: 15:20, 19:16, 20:12, 26:16                                          |         |                                                  | ПС Нижњи, Нижњи Новгород Гледаоци: 1.551 Судије: Аре Халико Петар Груша Рајн Перанди |  |
| 15. октобар 2017 16:00 | Протокол | Поени: Стеван Јеловац 16 Скокови: Петар Губанов 9 Асистенције: Иван Стребков 6 |         | Марекс Мејерис 15 Марекс Мејерис 5 Алекс Перез 9 | ПС Нижњи, Нижњи Новгород Гледаоци: 1.551 Судије: Аре Халико Петар Груша Рајн Перанди |  |

| 15. октобар 2017 17:00 | Протокол | ЦСКА Москва                                                                    | 90 : 54 | Цмоки-Минск                                                     | УСК ЦСКА, Москва Гледаоци: 2.132 Судије: Томас Травицки Томас Јасевичијус Оскар Лучис |  |
| 15. октобар 2017 17:00 | Протокол | Четвртине: 20:22, 26:12, 24:8, 20:12                                           |         |                                                                 | УСК ЦСКА, Москва Гледаоци: 2.132 Судије: Томас Травицки Томас Јасевичијус Оскар Лучис |  |
| 15. октобар 2017 17:00 | Протокол | Поени: Кајл Хајнс 15 Скокови: Андреј Воронцевич 7 Асистенције: Три играча по 4 |         | Никита Мешјераков 11 Никита Мешјераков 6 Александар Кудравцев 5 | УСК ЦСКА, Москва Гледаоци: 2.132 Судије: Томас Травицки Томас Јасевичијус Оскар Лучис |  |

| 15. октобар 2017 18:00 | Протокол | УНИКС                                                                   | 104 : 78 | Калев/Крамо                                        | Баскет хол Казањ, Казањ Гледаоци: 2.500 Судије: Роберт Виклицки Андреј Шарапа Андрис Анкрогерс |  |
| 15. октобар 2017 18:00 | Протокол | Четвртине: 30:12, 25:34, 28:18, 21:14                                   |          |                                                    | Баскет хол Казањ, Казањ Гледаоци: 2.500 Судије: Роберт Виклицки Андреј Шарапа Андрис Анкрогерс |  |
| 15. октобар 2017 18:00 | Протокол | Поени: Мелвин Еџим 19 Скокови: Стефан Лазме 6 Асистенције: Кино Колом 9 |          | Бојан Суботић 17 Седрик Симонс 6 Бранко Мирковић 7 | Баскет хол Казањ, Казањ Гледаоци: 2.500 Судије: Роберт Виклицки Андреј Шарапа Андрис Анкрогерс |  |

| 16. октобар 2017 19:30 | Протокол | Парма                                                                                     | 69 : 106 | Химки                                                | УПС Молот, Перм Гледаоци: 5.900 Судије: Антон Махлин Сергеј Бељаков Евгениј Ветров |  |
| 16. октобар 2017 19:30 | Протокол | Четвртине: 19:24, 21:25, 13:30, 16:27                                                     |          |                                                      | УПС Молот, Перм Гледаоци: 5.900 Судије: Антон Махлин Сергеј Бељаков Евгениј Ветров |  |
| 16. октобар 2017 19:30 | Протокол | Поени: Френк Хејнс 22 Скокови: Коди Милер-Мекинтејр 6 Асистенције: Коди Милер-Мекинтејр 8 |          | Томас Робинсон 17 Џејмс Андерсон 7 Стефан Марковић 8 | УПС Молот, Перм Гледаоци: 5.900 Судије: Антон Махлин Сергеј Бељаков Евгениј Ветров |  |

| 21. октобар 2017 16:00 | Протокол | Локомотива Кубањ                                                         | 67 : 77 | УНИКС                                                         | Баскет хол арена, Краснодар Гледаоци: 5.121 Судије: Аре Халико Алексеј Давидов Антон Махлин |  |
| 21. октобар 2017 16:00 | Протокол | Четвртине: 20:16, 26:25, 17:17, 4:19                                     |         |                                                               | Баскет хол арена, Краснодар Гледаоци: 5.121 Судије: Аре Халико Алексеј Давидов Антон Махлин |  |
| 21. октобар 2017 16:00 | Протокол | Поени: Крис Баб 20 Скокови: Брајан Квал 8 Асистенције: Дмитриј Хвостов 3 |         | Џамар Смит 17 Стефан Лазме 7 Кино Колом, Антон Понкрашов по 5 | Баскет хол арена, Краснодар Гледаоци: 5.121 Судије: Аре Халико Алексеј Давидов Антон Махлин |  |

| 21. октобар 2017 16:00 | Протокол | Јенисеј | 98 : 90 | Нижњи Новгород                                   | Арена Север, Краснојарск Гледаоци: Сергеј Круг Сергеј Бељаков Антон Круглов Судије: 1.000 |  |
| 21. октобар 2017 16:00 | Протокол | Четвртине: 27:34, 28:18, 22:15, 21:23                                                                                 |         |                                                  | Арена Север, Краснојарск Гледаоци: Сергеј Круг Сергеј Бељаков Антон Круглов Судије: 1.000 |  |
| 21. октобар 2017 16:00 | Протокол | Поени: Зебиан Додел, Ентони Хилард по 17 Скокови: Сулејман Брајмо, Василиј Заворуев по 7 Асистенције: ентони Хилард 4 |         | Петар Губанов 26 Иван Стребков 5 Иван Стребков 7 | Арена Север, Краснојарск Гледаоци: Сергеј Круг Сергеј Бељаков Антон Круглов Судије: 1.000 |  |

| 22. октобар 2017 13:00 | Протокол | ЦСКА Москва                                                                                    | 93 : 66 | Автодор Саратов                                  | УСК ЦСКА, Москва Гледаоци: 1.750 Судије: Иља Путенко Сергеј Михаилов Александар Романов |  |
| 22. октобар 2017 13:00 | Протокол | Четвртине: 25:13, 20:25, 27:15, 21:13                                                          |         |                                                  | УСК ЦСКА, Москва Гледаоци: 1.750 Судије: Иља Путенко Сергеј Михаилов Александар Романов |  |
| 22. октобар 2017 13:00 | Протокол | Поени: Нандо де Коло 19 Скокови: Вил Клајберн, Кајл Хајнс по 7 Асистенције: Серхио Родригез 10 |         | Мајка Даунс 17 Артем Забелин 7 Џастин Робинсон 4 | УСК ЦСКА, Москва Гледаоци: 1.750 Судије: Иља Путенко Сергеј Михаилов Александар Романов |  |

| 22. октобар 2017 14:30 | Протокол | Цмоки-Минск                                                                              | 75 : 66 | Астана                                                | Минск арена, Минск Гледаоци: 851 Судије: Станислав Валејев Семјон Овинов Борис Рижик |  |
| 22. октобар 2017 14:30 | Протокол | Четвртине: 16:24, 23:11, 20:13, 16:18                                                    |         |                                                       | Минск арена, Минск Гледаоци: 851 Судије: Станислав Валејев Семјон Овинов Борис Рижик |  |
| 22. октобар 2017 14:30 | Протокол | Поени: Александар Семењок 14 Скокови: Александар Семењок 5 Асистенције: Филип Адамовић 4 |         | Хердор Вилијамсон 17 Ике Удано 6 Леонидас Каселакис 4 | Минск арена, Минск Гледаоци: 851 Судије: Станислав Валејев Семјон Овинов Борис Рижик |  |

| 22. октобар 2017 18:00 | Протокол | Зенит                                                                         | 84 : 83 | ВЕФ Рига                                                  | Спортски центар Јубилејни, Санкт-Петербург Гледаоци: 3243 Судије: Јакуб Замојски Андреј Шарапа Евгениј Михејев |  |
| 22. октобар 2017 18:00 | Протокол | Четвртине: 19:16, 22:26, 22:29, 21:12                                         |         |                                                           | Спортски центар Јубилејни, Санкт-Петербург Гледаоци: 3243 Судије: Јакуб Замојски Андреј Шарапа Евгениј Михејев |  |
| 22. октобар 2017 18:00 | Протокол | Поени: Сергеј Карасев 16 Скокови: Дру Гордон 10 Асистенције: Скот Рејнолдс 11 |         | Роландас Фрејманис 19 Роландас Фрејманис 10 Алекс Перез 8 | Спортски центар Јубилејни, Санкт-Петербург Гледаоци: 3243 Судије: Јакуб Замојски Андреј Шарапа Евгениј Михејев |  |

| 23. октобар 2017 19:00 | Протокол | Калев/Крамо                                                                                  | 74 : 76 | Парма                                                  | Спортска хала Калев, Талин Гледаоци: 700 Судије: Томас Травицки Здравко Рутешић Ивор Матејек |  |
| 23. октобар 2017 19:00 | Протокол | Четвртине: 18:19, 12:23, 27:14, 17:20                                                        |         |                                                        | Спортска хала Калев, Талин Гледаоци: 700 Судије: Томас Травицки Здравко Рутешић Ивор Матејек |  |
| 23. октобар 2017 19:00 | Протокол | Поени: Седрик Симонс 17 Скокови: Бојан Суботић 9 Асистенције: Бранко Мирковић, Стен Сок по 4 |         | Френк Хејнс 14 Јаник Мореира 10 Коди Милер-Мекинтејр 8 | Спортска хала Калев, Талин Гледаоци: 700 Судије: Томас Травицки Здравко Рутешић Ивор Матејек |  |

| 28. октобар 2017 15:00 | Протокол | Локомотива Кубањ                                                          | 94 : 64 | Нижњи Новгород                                   | Баскет хол арена, Краснодар Гледаоци: 3.510 Судије: Семјон Овинов Сергеј Михаилов Јуриј Зинкевич |  |
| 28. октобар 2017 15:00 | Протокол | Четвртине: 23:14, 28:19, 19:19, 24:12                                     |         |                                                  | Баскет хол арена, Краснодар Гледаоци: 3.510 Судије: Семјон Овинов Сергеј Михаилов Јуриј Зинкевич |  |
| 28. октобар 2017 15:00 | Протокол | Поени: Џо Регланд 16 Скокови: Џо Регланд 6 Асистенције: Дмитриј Хвостов 9 |         | Петар Губанов 13 Петар Губанов 6 Иван Стребков 3 | Баскет хол арена, Краснодар Гледаоци: 3.510 Судије: Семјон Овинов Сергеј Михаилов Јуриј Зинкевич |  |

| 28. октобар 2017 17:00 | Протокол | Автодор Саратов                                                                | 82 : 77 | Калев/Крамо                                        | ДС Кристалл, Саратов Гледаоци: 2.047 Судије: Роберт Виклицки Александар Сирица Јуриј Игнатјев |  |
| 28. октобар 2017 17:00 | Протокол | Четвртине: 20:24, 27:15, 15:18, 20:20                                          |         |                                                    | ДС Кристалл, Саратов Гледаоци: 2.047 Судије: Роберт Виклицки Александар Сирица Јуриј Игнатјев |  |
| 28. октобар 2017 17:00 | Протокол | Поени: Џастин Робинсон 21 Скокови: Коти Кларк 8 Асистенције: Џастин Робинсон 6 |         | Мартин Дорбек 15 Седрик Симонс 9 Бранко Мирковић 9 | ДС Кристалл, Саратов Гледаоци: 2.047 Судије: Роберт Виклицки Александар Сирица Јуриј Игнатјев |  |

| 29. октобар 2017 16:15 | Протокол | Цмоки-Минск                                                                                 | 66 : 65 | Парма                                                          | Минск арена, Минск Гледаоци: 929 Судије: Олег Латишев Петар Груша Гинтарас Вицкаускас |  |
| 29. октобар 2017 16:15 | Протокол | Четвртине: 22:11, 19:17, 15:16, 10:21                                                       |         |                                                                | Минск арена, Минск Гледаоци: 929 Судије: Олег Латишев Петар Груша Гинтарас Вицкаускас |  |
| 29. октобар 2017 16:15 | Протокол | Поени: Александар Кудравцев 12 Скокови: Кристофер Черапович 6 Асистенције: Филип Адамовић 6 |         | Коди Милер-Мекинтејр 19 Јаник Мореира 7 Коди Милер-Мекинтејр 5 | Минск арена, Минск Гледаоци: 929 Судије: Олег Латишев Петар Груша Гинтарас Вицкаускас |  |

| 30. октобар 2017 19:30 | Протокол | ЦСКА Москва                                                             | 94 : 69 | ВЕФ Рига                                         | УСК ЦСКА, Москва Гледаоци: 1.200 Судије: Рајн Перанди Здравко Рутешић Март Ехендрик |  |
| 30. октобар 2017 19:30 | Протокол | Четвртине: 24:23, 26:17, 24:13, 20:16                                   |         |                                                  | УСК ЦСКА, Москва Гледаоци: 1.200 Судије: Рајн Перанди Здравко Рутешић Март Ехендрик |  |
| 30. октобар 2017 19:30 | Протокол | Поени: Кори Хигинс 17 Скокови: Кајл Хајнс 9 Асистенције: Вил Клајберн 5 |         | Алекс Перез 16 Марекс Мејерис 7 Марекс Мејерис 5 | УСК ЦСКА, Москва Гледаоци: 1.200 Судије: Рајн Перанди Здравко Рутешић Март Ехендрик |  |

| 30. октобар 2017 19:30 | Протокол | Химки                                                                                          | 72 : 71 | Астана                                            | КЦ Химки, Химки Гледаоци: 1.147 Судије: Ингус Бауманис Виљос Мачколаитис Јоханес Сарекоски |  |
| 30. октобар 2017 19:30 | Протокол | Четвртине: 26:17, 12:19, 11:13, 23:22                                                          |         |                                                   | КЦ Химки, Химки Гледаоци: 1.147 Судије: Ингус Бауманис Виљос Мачколаитис Јоханес Сарекоски |  |
| 30. октобар 2017 19:30 | Протокол | Поени: Алексеј Швед 24 Скокови: Малколм Томас, Томас Робинсон по 6 Асистенције: Алексеј Швед 6 |         | Ентони Клемонс 16 Три играча по 6 Џастин Картер 6 | КЦ Химки, Химки Гледаоци: 1.147 Судије: Ингус Бауманис Виљос Мачколаитис Јоханес Сарекоски |  |

### Новембар
| 4. новембар 2017 17:00 | Протокол | ВЕФ Рига                                                                 | 94 : 67 | Јенисеј                                               | Арена Рига, Рига Гледаоци: 500 Судије: Борис Рижик Ивор Матејек Радомир Војиновић |  |
| 4. новембар 2017 17:00 | Протокол | Четвртине: 22:13, 16:28, 21:10, 35:16                                    |         |                                                       | Арена Рига, Рига Гледаоци: 500 Судије: Борис Рижик Ивор Матејек Радомир Војиновић |  |
| 4. новембар 2017 17:00 | Протокол | Поени: Иља Громовс 15 Скокови: Иља Громовс 9 Асистенције: Алекс Перез 16 |         | Сулејман Брајмо 15 Октавије Елис 8 Василиј Заворуев 3 | Арена Рига, Рига Гледаоци: 500 Судије: Борис Рижик Ивор Матејек Радомир Војиновић |  |

| 5. новембар 2017 15:30 | Протокол | Цмоки-Минск                                                                              | 65 : 91 | УНИКС                                                    | Минск арена, Минск Гледаоци: 951 Судије: Томас Јасевичијус Мартињш Козловскис Евгениј Михејев |  |
| 5. новембар 2017 15:30 | Протокол | Четвртине: 19:21, 14:19, 12:27, 20:24                                                    |         |                                                          | Минск арена, Минск Гледаоци: 951 Судије: Томас Јасевичијус Мартињш Козловскис Евгениј Михејев |  |
| 5. новембар 2017 15:30 | Протокол | Поени: Кристофер Черапович 15 Скокови: Кристофер Черапович 8 Асистенције: Максим Салаш 4 |         | Џамар Смит 19 Кино Колом, Мелвин Еџим по 7 Кино Колом 11 | Минск арена, Минск Гледаоци: 951 Судије: Томас Јасевичијус Мартињш Козловскис Евгениј Михејев |  |

| 5. новембар 2017 17:00 | Протокол | Автодор                                                                        | 77 : 110 | Локомотива Кубањ                               | СД Кристал, Саратов Гледаоци: 2.702 Судије: Игор Драгојевић Сергеј Круг Станислав Валејев |  |
| 5. новембар 2017 17:00 | Протокол | Четвртине: 7:38, 25:25, 23:26, 22:21                                           |          |                                                | СД Кристал, Саратов Гледаоци: 2.702 Судије: Игор Драгојевић Сергеј Круг Станислав Валејев |  |
| 5. новембар 2017 17:00 | Протокол | Поени: Бранден Фрејжер 14 Скокови: Коти Кларк 4 Асистенције: Џастин Робинсон 6 |          | Брајан Квал 21 Владимир Ивлев 5 Тревор Лејси 7 | СД Кристал, Саратов Гледаоци: 2.702 Судије: Игор Драгојевић Сергеј Круг Станислав Валејев |  |

| 5. новембар 2017 17:00 | Протокол | Калев/Крамо                                                                        | 89 : 95 | Зенит                                         | Спортска хала Калев, Талин Гледаоци: 800 Судије: Николај Амбросов Гитис Вилијус Андрис Аункрогерс |  |
| 5. новембар 2017 17:00 | Протокол | Четвртине: 25:26, 14:22, 25:17, 25:30                                              |         |                                               | Спортска хала Калев, Талин Гледаоци: 800 Судије: Николај Амбросов Гитис Вилијус Андрис Аункрогерс |  |
| 5. новембар 2017 17:00 | Протокол | Поени: Бранко Мирковић 22 Скокови: Седрик Симонс 11 Асистенције: Бранко Мирковић 6 |         | Сергеј Карасјов 24 Дру Гордон 9 Кајл Кјурик 5 | Спортска хала Калев, Талин Гледаоци: 800 Судије: Николај Амбросов Гитис Вилијус Андрис Аункрогерс |  |

| 5. новембар 2017 17:30 | Протокол | Парма                                                                               | 84 : 90 | Астана                                             | УПС Молот, Перм Гледаоци: 6.254 Судије: Ингус Бауманис Танел Суслов Александар Сирица |  |
| 5. новембар 2017 17:30 | Протокол | Четвртине: 13:22, 19:22, 27:16, 19:18                                               |         |                                                    | УПС Молот, Перм Гледаоци: 6.254 Судије: Ингус Бауманис Танел Суслов Александар Сирица |  |
| 5. новембар 2017 17:30 | Протокол | Поени: Френк Хејнс 25 Скокови: Јаник Мореира 12 Асистенције: Коди Милер-Мекинтејр 8 |         | Џастин Картер 26 Ике Удано 13 Леонидас Каселакис 5 | УПС Молот, Перм Гледаоци: 6.254 Судије: Ингус Бауманис Танел Суслов Александар Сирица |  |

| 6. новембар 2017 19:00 | Протокол | Химки                                                                    | 81 : 96 | ЦСКА                                                                | Кошаркашки центар Химки, Химки Гледаоци: 3.491 Судије: Игор Драгојевић Семјон Овинов Алексеј Давидов |  |
| 6. новембар 2017 19:00 | Протокол | Четвртине: 27:21, 16:29, 25:22, 13:24                                    |         |                                                                     | Кошаркашки центар Химки, Химки Гледаоци: 3.491 Судије: Игор Драгојевић Семјон Овинов Алексеј Давидов |  |
| 6. новембар 2017 19:00 | Протокол | Поени: Алексеј Швед 21 Скокови: Ентони Џил 8 Асистенције: Алексеј Швед 5 |         | Нандо де Коло 21 Отело Хантер 8 Нандо де Коло, Серхио Родригез по 9 | Кошаркашки центар Химки, Химки Гледаоци: 3.491 Судије: Игор Драгојевић Семјон Овинов Алексеј Давидов |  |

| 11. новембар 2017 18:00 | Протокол | УНИКС                                                                  | 89 : 82 | Автодор                                      | Баскет хол Казањ, Казањ Гледаоци: 1.786 Судије: Семјон Овинов Антон Махлин Сергеј Бељаков |  |
| 11. новембар 2017 18:00 | Протокол | Четвртине: 17:22, 23:20, 27:21, 22:19                                  |         |                                              | Баскет хол Казањ, Казањ Гледаоци: 1.786 Судије: Семјон Овинов Антон Махлин Сергеј Бељаков |  |
| 11. новембар 2017 18:00 | Протокол | Поени: Кино Колом 17 Скокови: Трент Локет 11 Асистенције: Кино Колом 8 |         | Коти Кларк 29 Коти Кларк 6 Џастин Робинсон 5 | Баскет хол Казањ, Казањ Гледаоци: 1.786 Судије: Семјон Овинов Антон Махлин Сергеј Бељаков |  |

| 12. новембар 2017 16:00 | Протокол | Нижњи Новгород                                                                  | 82 : 91 | Цмоки-Минск                                                                 | ПС Нижњи Новгород, Нижњи Новгород Гледаоци: 1.340 Судије: Аре Халико Војцех Лишка Мартињш Козловскис |  |
| 12. новембар 2017 16:00 | Протокол | Четвртине: 25:18, 19:28, 17:18, 21:27                                           |         |                                                                             | ПС Нижњи Новгород, Нижњи Новгород Гледаоци: 1.340 Судије: Аре Халико Војцех Лишка Мартињш Козловскис |  |
| 12. новембар 2017 16:00 | Протокол | Поени: Стеван Јеловац 22 Скокови: Стеван Јеловац 8 Асистенције: Иван Стребков 5 |         | Кристофер Черапович 24 Дмитриј Полишчук 9 Филип Адамовић, Девон Садлер по 6 | ПС Нижњи Новгород, Нижњи Новгород Гледаоци: 1.340 Судије: Аре Халико Војцех Лишка Мартињш Козловскис |  |

| 12. новембар 2017 16:00 | Протокол | Локомотива Кубањ                                                                             | 83 : 70 | ВЕФ Рига                                          | Баскет хол арена, Краснодар Гледаоци: 3.877 Судије: Петри Ментиле Андреј Шарапа Дариуш Запољски |  |
| 12. новембар 2017 16:00 | Протокол | Четвртине: 18:14, 28:25, 22:19, 15:12                                                        |         |                                                   | Баскет хол арена, Краснодар Гледаоци: 3.877 Судије: Петри Ментиле Андреј Шарапа Дариуш Запољски |  |
| 12. новембар 2017 16:00 | Протокол | Поени: Дмитриј Хвостов 19 Скокови: Френк Елегар 8 Асистенције: Марди Колинс, Џо Регланд по 4 |         | Марекс Мејерис 22 Марекс Мејерис 9 Алекс Перез 10 | Баскет хол арена, Краснодар Гледаоци: 3.877 Судије: Петри Ментиле Андреј Шарапа Дариуш Запољски |  |

| 12. новембар 2017 17:00 | Протокол | Калев/Крамо                                                                      | 83 : 73 | Астана                                        | Спортска хала Калев, Талин Гледаоци: 950 Судије: Борис Шуљга Алексеј Давидов Јуриј Зинкевич |  |
| 12. новембар 2017 17:00 | Протокол | Четвртине: 22:17, 23:19, 21:19, 17:18                                            |         |                                               | Спортска хала Калев, Талин Гледаоци: 950 Судије: Борис Шуљга Алексеј Давидов Јуриј Зинкевич |  |
| 12. новембар 2017 17:00 | Протокол | Поени: Исаија Бриско 20 Скокови: Четири играча по 5 Асистенције: Исаија Бриско 6 |         | Џастин Картер 21 Ике Удано 10 Џастин Картер 5 | Спортска хала Калев, Талин Гледаоци: 950 Судије: Борис Шуљга Алексеј Давидов Јуриј Зинкевич |  |

| 12. новембар 2017 18:30 | Протокол | ЦСКА                                                                            | 101 : 94 | Парма                                                  | УСК ЦСКА, Москва Гледаоци: 1.500 Судије: Сергеј Круг Александар Романов Максим Житлухин |  |
| 12. новембар 2017 18:30 | Протокол | Четвртине: 23:33, 28:27, 26:14, 24:20                                           |          |                                                        | УСК ЦСКА, Москва Гледаоци: 1.500 Судије: Сергеј Круг Александар Романов Максим Житлухин |  |
| 12. новембар 2017 18:30 | Протокол | Поени: Нандо де Коло 34 Скокови: Серхио Родригез 7 Асистенције: Виктор Хрјапа 8 |          | Френк Хејнс 18 Јаник Мореира 8 Коди Милер-Мекинтејр 12 | УСК ЦСКА, Москва Гледаоци: 1.500 Судије: Сергеј Круг Александар Романов Максим Житлухин |  |

| 18. новембар 2017 15:00 | Протокол | Астана                                                                                   | 92 : 75 | Јенисеј                                          | Сарјарка велодром, Астана Гледаоци: 1.931 Судије: Роберт Виклицки Николај Амбросов Александар Сирица |  |
| 18. новембар 2017 15:00 | Протокол | Четвртине: 30:19, 21:16, 26:14, 15:26                                                    |         |                                                  | Сарјарка велодром, Астана Гледаоци: 1.931 Судије: Роберт Виклицки Николај Амбросов Александар Сирица |  |
| 18. новембар 2017 15:00 | Протокол | Поени: Леонидас Каселакис 25 Скокови: Леонидас Каселакис 7 Асистенције: Ентони Клемонс 6 |         | Ентони Хиљиард 20 Три играча по 5 Зебиан Додел 3 | Сарјарка велодром, Астана Гледаоци: 1.931 Судије: Роберт Виклицки Николај Амбросов Александар Сирица |  |

| 18. новембар 2017 17:30 | Протокол | Парма                                                                                        | 73 : 86 | Локомотива Кубањ                            | УПС Молот, Перм Гледаоци: 4.519 Судије: Алексеј Давидов Иља Путенко Антон Махлин |  |
| 18. новембар 2017 17:30 | Протокол | Четвртине: 21:26, 15:26, 23:14, 14:20                                                        |         |                                             | УПС Молот, Перм Гледаоци: 4.519 Судије: Алексеј Давидов Иља Путенко Антон Махлин |  |
| 18. новембар 2017 17:30 | Протокол | Поени: Коди Милер-Мекинтејр 19 Скокови: Јаник Мореира 10 Асистенције: Коди Милер-Мекинтејр 6 |         | Џо Регланд 15 Тревор Лејси 5 Марди Колинс 5 | УПС Молот, Перм Гледаоци: 4.519 Судије: Алексеј Давидов Иља Путенко Антон Махлин |  |

| 19. новембар 2017 16:00 | Протокол | Нижњи Новгород                                                               | 103 : 85 | Калев/Крамо                                                  | ПС Нижњи Новгород, Нижњи Новгород Гледаоци: 1.078 Судије: Ингус Бауманис Ивор Матејек Шаблон:С зас Урош Николић |  |
| 19. новембар 2017 16:00 | Протокол | Четвртине: 18:10, 34:22, 29:22, 22:31                                        |          |                                                              | ПС Нижњи Новгород, Нижњи Новгород Гледаоци: 1.078 Судије: Ингус Бауманис Ивор Матејек Шаблон:С зас Урош Николић |  |
| 19. новембар 2017 16:00 | Протокол | Поени: Петар Губанов 20 Скокови: Стеван Јеловац 8 Асистенције: Џејкоб Одум 7 |          | Исаија Бриско 29 Кристјан Кангур 5 Ерик Кедус, Стен Сок по 3 | ПС Нижњи Новгород, Нижњи Новгород Гледаоци: 1.078 Судије: Ингус Бауманис Ивор Матејек Шаблон:С зас Урош Николић |  |

| 19. новембар 2017 16:00 | Протокол | Цмоки-Минск                                                                                                 | 82 : 85 | Автодор                                           | Минск арена, Минск Гледаоци: 1.018 Судије: Борис Шуљга Виљос Мачколаитис Артурас Шукис |  |
| 19. новембар 2017 16:00 | Протокол | Четвртине: 15:26, 29:24, 17:18, 21:17                                                                       |         |                                                   | Минск арена, Минск Гледаоци: 1.018 Судије: Борис Шуљга Виљос Мачколаитис Артурас Шукис |  |
| 19. новембар 2017 16:00 | Протокол | Поени: Кристофер Черапович 21 Скокови: Кристофер Черапович 8 Асистенције: Филип Адамовић, Девон Садлер по 4 |         | Коти Кларк 24 Артем Клименко 10 Џастин Робинсон 5 | Минск арена, Минск Гледаоци: 1.018 Судије: Борис Шуљга Виљос Мачколаитис Артурас Шукис |  |

| 19. новембар 2017 16:30 | Протокол | Химки                                                                       | 66 : 76 | Зенит                                         | КЦ Химки, Химки Гледаоци: 3.500 Судије: Јакуб Замојски Роберт Виклицки Александар Глишић |  |
| 19. новембар 2017 16:30 | Протокол | Четвртине: 19:25, 13:16, 16:19, 18:16                                       |         |                                               | КЦ Химки, Химки Гледаоци: 3.500 Судије: Јакуб Замојски Роберт Виклицки Александар Глишић |  |
| 19. новембар 2017 16:30 | Протокол | Поени: Алексеј Швед 34 Скокови: Малколм Томас 9 Асистенције: Алексеј Швед 4 |         | Кајл Кјурик 17 Дру Гордон 8 Сергеј Карасјов 6 | КЦ Химки, Химки Гледаоци: 3.500 Судије: Јакуб Замојски Роберт Виклицки Александар Глишић |  |

### Децембар
| 1. децембар 2017 19:00 | Протокол | Зенит                                                                        | 85 : 73 | Јенисеј                                            | Спортски центар Јубилејни, Санкт Петербург Гледаоци: 4.100 Судије: Сергеј Бељаков Сергеј Круг Антон Круглов |  |
| 1. децембар 2017 19:00 | Протокол | Четвртине: 27:24, 22:18, 15:10, 21:21                                        |         |                                                    | Спортски центар Јубилејни, Санкт Петербург Гледаоци: 4.100 Судије: Сергеј Бељаков Сергеј Круг Антон Круглов |  |
| 1. децембар 2017 19:00 | Протокол | Поени: Сергеј Карасјов 13 Скокови: Дру Гордон 8 Асистенције: Три играча по 4 |         | Денис Захаров 16 Сулејман Брајмо 10 Зебиан Додел 5 | Спортски центар Јубилејни, Санкт Петербург Гледаоци: 4.100 Судије: Сергеј Бељаков Сергеј Круг Антон Круглов |  |

| 2. децембар 2017 14:00 | Протокол | Автодор                                                                          | 84 : 75 | Нижњи Новгород                                    | СД Кристал, Саратов Гледаоци: 2.470 Судије: Јоргис Лавринавичијус Алексеј Давидов Станислав Валејев |  |
| 2. децембар 2017 14:00 | Протокол | Четвртине: 23:16, 21:13, 18:23, 22:23                                            |         |                                                   | СД Кристал, Саратов Гледаоци: 2.470 Судије: Јоргис Лавринавичијус Алексеј Давидов Станислав Валејев |  |
| 2. децембар 2017 14:00 | Протокол | Поени: Бренден Фрејзер 20 Скокови: Коти Кларк 13 Асистенције: Џастин Робинсон 10 |         | Стеван Јеловац 25 Три играча по 5 Иван Стребков 5 | СД Кристал, Саратов Гледаоци: 2.470 Судије: Јоргис Лавринавичијус Алексеј Давидов Станислав Валејев |  |

| 2. децембар 2017 16:00 | Протокол | Локомотива Кубањ                                                         | 67 : 56 | Цмоки-Минск                                               | Баскет хол арена, Краснодар Гледаоци: 2.856 Судије: Олег Латишев Рајн Перанди Саша Маричић |  |
| 2. децембар 2017 16:00 | Протокол | Четвртине: 21:17, 12:11, 20:19, 14:9                                     |         |                                                           | Баскет хол арена, Краснодар Гледаоци: 2.856 Судије: Олег Латишев Рајн Перанди Саша Маричић |  |
| 2. децембар 2017 16:00 | Протокол | Поени: Марди Колинс 18 Скокови: Рајан Брокоф 7 Асистенције: Џо Регланд 6 |         | Александар Кудрјавцев 12 Три играча по 5 Филип Адамовић 3 | Баскет хол арена, Краснодар Гледаоци: 2.856 Судије: Олег Латишев Рајн Перанди Саша Маричић |  |

| 3. децембар 2017 13:00 | Протокол | УНИКС                                                                     | 80 : 79 | Химки                                                           | Баскет хол, Казањ Гледаоци: 6.182 Судије: Аре Халико Марчин Ковалски Иља Путенко |  |
| 3. децембар 2017 13:00 | Протокол | Четвртине: 18:17, 19:23, 21:22, 22:17                                     |         |                                                                 | Баскет хол, Казањ Гледаоци: 6.182 Судије: Аре Халико Марчин Ковалски Иља Путенко |  |
| 3. децембар 2017 13:00 | Протокол | Поени: Кино Колом 18 Скокови: Стефан Лазме 6 Асистенције: Три играча по 4 |         | Алексеј Швед 28 Ентони Џил, Малколм Томас по 6 Џејмс Андерсон 5 | Баскет хол, Казањ Гледаоци: 6.182 Судије: Аре Халико Марчин Ковалски Иља Путенко |  |

| 3. децембар 2017 17:30 | Протокол | Парма | 87 : 69 | ВЕФ                                                   | УПС Молот, Перм Гледаоци: 5.112 Судије: Јакуб Замојски Петри Ментиле Танел Суслов |  |
| 3. децембар 2017 17:30 | Протокол | Четвртине: 24:11, 25:22, 19:17, 19:19                                                                     |         |                                                       | УПС Молот, Перм Гледаоци: 5.112 Судије: Јакуб Замојски Петри Ментиле Танел Суслов |  |
| 3. децембар 2017 17:30 | Протокол | Поени: Френк Хејнс, Тре Маклин по 17 Скокови: Коди Милер-Мекинтејр 9 Асистенције: Коди Милер-Мекинтејр 11 |         | Кристапс Јаниченокс 11 Клавс Каварс 7 Арнас Лабукас 4 | УПС Молот, Перм Гледаоци: 5.112 Судије: Јакуб Замојски Петри Ментиле Танел Суслов |  |

| 4. децембар 2017 19:30 | Протокол | ЦСКА                                                                                | 108 : 100 | Калев/Крамо                                          | УСК ЦСКА, Москва Гледаоци: 600 Судије: Томас Јасевичијус Војцех Лишка Евгениј Михејев |  |
| 4. децембар 2017 19:30 | Протокол | Четвртине: 26:25, 21:23, 27:30, 34:22                                               |           |                                                      | УСК ЦСКА, Москва Гледаоци: 600 Судије: Томас Јасевичијус Војцех Лишка Евгениј Михејев |  |
| 4. децембар 2017 19:30 | Протокол | Поени: Серхио Родригез 19 Скокови: Никита Курбанов 7 Асистенције: Серхио Родригез 6 |           | Бранко Мирковић 18 Седрик Симонс 6 Бранко Мирковић 9 | УСК ЦСКА, Москва Гледаоци: 600 Судије: Томас Јасевичијус Војцех Лишка Евгениј Михејев |  |

| 9. децембар 2017 16:00 | Протокол | Јенисеј                                                                             | 96 : 77 | Парма                                                                 | Арена Север, Краснојарск Гледаоци: 560 Судије: Алексеј Давидов Антон Махлин Алексеј Ревенко |  |
| 9. децембар 2017 16:00 | Протокол | Четвртине: 26:18, 22:20, 25:22, 23:17                                               |         |                                                                       | Арена Север, Краснојарск Гледаоци: 560 Судије: Алексеј Давидов Антон Махлин Алексеј Ревенко |  |
| 9. децембар 2017 16:00 | Протокол | Поени: Ентони Хиљиард 29 Скокови: Сулејман Брајмо 10 Асистенције: Сулејман Брајмо 3 |         | Коди Милер-Мекинтејр 18 Коди Милер-Мекинтејр 5 Коди Милер-Мекинтејр 6 | Арена Север, Краснојарск Гледаоци: 560 Судије: Алексеј Давидов Антон Махлин Алексеј Ревенко |  |

| 9. децембар 2017 17:00 | Протокол | Автодор                                                                        | 92 : 107 | Зенит                                                        | СД Кристал, Саратов Гледаоци: 2.627 Судије: Олег Латишев Семјон Овинов Сергеј Михаилов |  |
| 9. децембар 2017 17:00 | Протокол | Четвртине: 25:33, 28:23, 25:31, 14:20                                          |          |                                                              | СД Кристал, Саратов Гледаоци: 2.627 Судије: Олег Латишев Семјон Овинов Сергеј Михаилов |  |
| 9. децембар 2017 17:00 | Протокол | Поени: Бренден Фрејзер 22 Скокови: Коти Кларк 8 Асистенције: Бренден Фрејзер 5 |          | Кајл Кјурик 22 Дру Гордон, Кајл Кјурик по 5 Демонте Харпер 8 | СД Кристал, Саратов Гледаоци: 2.627 Судије: Олег Латишев Семјон Овинов Сергеј Михаилов |  |

| 10. децембар 2017 14:00 | Протокол | Химки                                                                                             | 90 : 87 | Нижњи Новгород                                      | КЦ Химки, Химки Гледаоци: 1.713 Судије: Томаш Травицки Сергеј Бељаков Евгениј Ветров |  |
| 10. децембар 2017 14:00 | Протокол | Четвртине: 22:13, 19:29, 17:16, 19:19                                                             |         |                                                     | КЦ Химки, Химки Гледаоци: 1.713 Судије: Томаш Травицки Сергеј Бељаков Евгениј Ветров |  |
| 10. децембар 2017 14:00 | Протокол | Поени: Алексеј Швед 34 Скокови: Џејмс Андерсон, Тајлер Ханикат по 8 Асистенције: Џејмс Андерсон 6 |         | Стеван Јеловац 32 Стеван Јеловац 11 Иван Стребков 8 | КЦ Химки, Химки Гледаоци: 1.713 Судије: Томаш Травицки Сергеј Бељаков Евгениј Ветров |  |

| 10. децембар 2017 15:00 | Протокол | Астана                                                                         | 50 : 83 | Локомотива Кубањ                         | Сарјарка велодром, Астана Гледаоци: 1.186 Судије: Арнис Озолс Мартињш Козловскис Јуриј Игњацев |  |
| 10. децембар 2017 15:00 | Протокол | Четвртине: 16:19, 12:23, 17:21, 5:20                                           |         |                                          | Сарјарка велодром, Астана Гледаоци: 1.186 Судије: Арнис Озолс Мартињш Козловскис Јуриј Игњацев |  |
| 10. децембар 2017 15:00 | Протокол | Поени: Џастин Картер 17 Скокови: Џастин Картер 9 Асистенције: Ентони Клемонс 3 |         | Џо Регланд 16 Брајан Квал 9 Џо Регланд 7 | Сарјарка велодром, Астана Гледаоци: 1.186 Судије: Арнис Озолс Мартињш Козловскис Јуриј Игњацев |  |

| 10. децембар 2017 17:30 | Протокол | Цмоки-Минск | 87 : 84 | Калев/Крамо                                       | Минск арена, Минск Гледаоци: 1.070 Судије: Борис Режик Иља Путенко Јуриј Зинкевич |  |
| 10. децембар 2017 17:30 | Протокол | Четвртине: 19:18, 25:19, 20:22, 23:25                                                                                  |         |                                                   | Минск арена, Минск Гледаоци: 1.070 Судије: Борис Режик Иља Путенко Јуриј Зинкевич |  |
| 10. децембар 2017 17:30 | Протокол | Поени: Александар Кудрјавцев 23 Скокови: Дејвид Кравиш 11 Асистенције: Александар Кудрјавцев, Кристофер Черапович по 4 |         | Исаија Бриско 27 Седрик Симонс 10 Исаија Бриско 4 | Минск арена, Минск Гледаоци: 1.070 Судије: Борис Режик Иља Путенко Јуриј Зинкевич |  |

| 10. децембар 2017 16:00 | Протокол | УНИКС                                                                 | 75 : 88 | ЦСКА                                           | Баскет хол арена, Казањ Гледаоци: 6.223 Судије: Милија Војиновић Петр Пастусјак Роберт Виклицки |  |
| 10. децембар 2017 16:00 | Протокол | Четвртине: 22:23, 19:22, 14:16, 20:27                                 |         |                                                | Баскет хол арена, Казањ Гледаоци: 6.223 Судије: Милија Војиновић Петр Пастусјак Роберт Виклицки |  |
| 10. децембар 2017 16:00 | Протокол | Поени: Џамар Смит 16 Скокови: Трент Локет 7 Асистенције: Кино Колом 5 |         | Вил Клајберн 16 Вил Клајберн 7 Нандо де Коло 8 | Баскет хол арена, Казањ Гледаоци: 6.223 Судије: Милија Војиновић Петр Пастусјак Роберт Виклицки |  |

| 16. децембар 2017 16:00 | Протокол | Локомотива Кубањ                                                                           | 87 : 84 | Зенит                                                                 | Баскет хол, Краснодар Гледаоци: 4.807 Судије: Петр Пастусик Томас Јасевичијус Алексеј Давидов |  |
| 16. децембар 2017 16:00 | Протокол | Четвртине: 28:15, 24:19, 15:32, 20:18                                                      |         |                                                                       | Баскет хол, Краснодар Гледаоци: 4.807 Судије: Петр Пастусик Томас Јасевичијус Алексеј Давидов |  |
| 16. децембар 2017 16:00 | Протокол | Поени: Марди Колинс 26 Скокови: Френк Елегар 15 Асистенције: Тревор Лејси, Џо Регланд по 4 |         | Сергеј Карасјов 15 Дру Гордон, Сергеј Карасјов по 6 Сергеј Карасјов 5 | Баскет хол, Краснодар Гледаоци: 4.807 Судије: Петр Пастусик Томас Јасевичијус Алексеј Давидов |  |

| 17. децембар 2017 15:00 | Протокол | Астана                                                                                             | 73 : 78 | УНИКС                                      | Сарјарка велодром, Астана Гледаоци: 948 Судије: Петри Ментиле Оскар Лучис Андреј Шарапа |  |
| 17. децембар 2017 15:00 | Протокол | Четвртине: 19:22, 6:16, 20:19, 21:9                                                                |         |                                            | Сарјарка велодром, Астана Гледаоци: 948 Судије: Петри Ментиле Оскар Лучис Андреј Шарапа |  |
| 17. децембар 2017 15:00 | Протокол | Поени: Лери Гордон, Леонидас Каселакис по 18 Скокови: Џастин Картер 8 Асистенције: Џастин Картер 8 |         | Џамар Смит 20 Стефан Лазме 11 Кино Колом 8 | Сарјарка велодром, Астана Гледаоци: 948 Судије: Петри Ментиле Оскар Лучис Андреј Шарапа |  |

| 17. децембар 2017 16:00 | Протокол | Нижњи Новгород                                                                             | 73 : 88 | Парма                                                                | Нижњи Новгород, Нижњи Новгород Гледаоци: 1.376 Судије: Иља Путенко Сергеј Круг Максим Житлухин |  |
| 17. децембар 2017 16:00 | Протокол | Четвртине: 16:23, 21:25, 17:16, 19:24                                                      |         |                                                                      | Нижњи Новгород, Нижњи Новгород Гледаоци: 1.376 Судије: Иља Путенко Сергеј Круг Максим Житлухин |  |
| 17. децембар 2017 16:00 | Протокол | Поени: Стеван Јеловац, Вадим Панин по 16 Скокови: Вадим Панин 5 Асистенције: Вадим Панин 4 |         | Тре Маклин 17 Јаник Мореира 5 Френк Хејнс, Коди Милер-Мекинтејр по 5 | Нижњи Новгород, Нижњи Новгород Гледаоци: 1.376 Судије: Иља Путенко Сергеј Круг Максим Житлухин |  |

| 17. децембар 2017 17:00 | Протокол | Калев/Крамо                                                                             | 98 : 94 | ВЕФ                                            | Спортска хала Калев, Талин Гледаоци: 600 Судије: Семјон Овинов Антон Махлин Александар Романов |  |
| 17. децембар 2017 17:00 | Протокол | Четвртине: 28:26, 24:28, 21:11, 25:29                                                   |         |                                                | Спортска хала Калев, Талин Гледаоци: 600 Судије: Семјон Овинов Антон Махлин Александар Романов |  |
| 17. децембар 2017 17:00 | Протокол | Поени: Бранко Мирковић 27 Скокови: Томас ван дер Марс 10 Асистенције: Бранко Мирковић 9 |         | Алекс Перез 21 Арнас Лабуцкас 10 Алекс Перез 5 | Спортска хала Калев, Талин Гледаоци: 600 Судије: Семјон Овинов Антон Махлин Александар Романов |  |

| 25. децембар 2017 19:30 | Протокол | ЦСКА                                                                          | 79 : 63 | Астана                                                 | УСК ЦСКА, Москва Гледаоци: 611 Судије: Ингус Бауманис Здравко Рутешић Александар Сирица |  |
| 25. децембар 2017 19:30 | Протокол | Четвртине: 21:16, 19:14, 17:18, 22:15                                         |         |                                                        | УСК ЦСКА, Москва Гледаоци: 611 Судије: Ингус Бауманис Здравко Рутешић Александар Сирица |  |
| 25. децембар 2017 19:30 | Протокол | Поени: Кори Хигинс 14 Скокови: Никита Курбанов 8 Асистенције: Нандо де Коло 6 |         | Џастин Картер 14 Леонидас Каселакис 7 Ентони Клемонс 3 | УСК ЦСКА, Москва Гледаоци: 611 Судије: Ингус Бауманис Здравко Рутешић Александар Сирица |  |

| 26. децембар 2017 19:30 | Протокол | Химки                                                                       | 92 : 62 | Јенисеј                                                 | КЦ Химки, Химки Гледаоци: 1.014 Судије: Здравко Рутешић Сергеј Михаилов Антон Круглов |  |
| 26. децембар 2017 19:30 | Протокол | Четвртине: 20:11, 26:16, 26:21, 20:14                                       |         |                                                         | КЦ Химки, Химки Гледаоци: 1.014 Судије: Здравко Рутешић Сергеј Михаилов Антон Круглов |  |
| 26. децембар 2017 19:30 | Протокол | Поени: Алексеј Швед 19 Скокови: Малколм Томас 10 Асистенције: Сергеј Моња 3 |         | Мартинеш Мејерс 12 Сулејман Брајмо 8 Василиј Заворуев 4 | КЦ Химки, Химки Гледаоци: 1.014 Судије: Здравко Рутешић Сергеј Михаилов Антон Круглов |  |

### Јануар
| 6. јануар 2018 15:00 | Протокол | Астана                                                                                  | 73 : 85 | Нижњи Новгород                                | Сарјарка велодром, Астана Гледаоци: 734 Судије: Рајн Перанди Танел Суслов Андрис Аункрогерс |  |
| 6. јануар 2018 15:00 | Протокол | Четвртине: 18:17, 20:17, 10:28, 25:23                                                   |         |                                               | Сарјарка велодром, Астана Гледаоци: 734 Судије: Рајн Перанди Танел Суслов Андрис Аункрогерс |  |
| 6. јануар 2018 15:00 | Протокол | Поени: Џастин Картер 20 Скокови: Ике Удано 9 Асистенције: Џастин Картер, Ике Удано по 3 |         | Џејкоб Одум 29 Џејкоб Одум 7 Артјом Комолов 4 | Сарјарка велодром, Астана Гледаоци: 734 Судије: Рајн Перанди Танел Суслов Андрис Аункрогерс |  |

| 6. јануар 2018 17:00 | Протокол | ВЕФ                                                                              | 79 : 82 | Автодор                                            | Олимпијски спортски центар, Рига Гледаоци: 550 Судије: Аре Халик Јануш Цалик Март Ехендрик |  |
| 6. јануар 2018 17:00 | Протокол | Четвртине: 16:23, 23:16, 20:27, 20:16                                            |         |                                                    | Олимпијски спортски центар, Рига Гледаоци: 550 Судије: Аре Халик Јануш Цалик Март Ехендрик |  |
| 6. јануар 2018 17:00 | Протокол | Поени: Кристапс Јаниченокс 23 Скокови: Иља Громовс 12 Асистенције: Алекс Перез 9 |         | Џастин Робинсон 23 Коти Кларк 10 Џастин Робинсон 4 | Олимпијски спортски центар, Рига Гледаоци: 550 Судије: Аре Халик Јануш Цалик Март Ехендрик |  |

| 7. јануар 2018 14:30 | Протокол | УНИКС                                                                | 91 : 76 | Јенисеј                                                                | Баскет хол, Казањ Гледаоци: 2.526 Судије: Алексеј Давидов Иља Путенко Станислав Валејев |  |
| 7. јануар 2018 14:30 | Протокол | Четвртине: 17:16, 21:18, 28:21, 25:21                                |         |                                                                        | Баскет хол, Казањ Гледаоци: 2.526 Судије: Алексеј Давидов Иља Путенко Станислав Валејев |  |
| 7. јануар 2018 14:30 | Протокол | Поени: Кино Колом 18 Скокови: Морис Ндур 8 Асистенције: Кино Колом 6 |         | Ентони Хиљиард 16 Мартинеш Мејерс 11 Ентони Хиљиард, Зебиан Додел по 5 | Баскет хол, Казањ Гледаоци: 2.526 Судије: Алексеј Давидов Иља Путенко Станислав Валејев |  |

| 7. јануар 2018 14:45 | Протокол | Цмоки-Минск                                                                     | 81 : 82 | Зенит                                           | Минск арена, Минск Гледаоци: 1.335 Судије: Рајн Перанди Арнис Озолс Сергеј Зашчук |  |
| 7. јануар 2018 14:45 | Протокол | Четвртине: 16:19, 17:18, 21:22, 27:23                                           |         |                                                 | Минск арена, Минск Гледаоци: 1.335 Судије: Рајн Перанди Арнис Озолс Сергеј Зашчук |  |
| 7. јануар 2018 14:45 | Протокол | Поени: Дејвид Кравиш 26 Скокови: Дејвид Кравиш 8 Асистенције: Филип Адамовић 11 |         | Сергеј Карасјов 17 Дру Гордон 7 Скот Рејнолдс 7 | Минск арена, Минск Гледаоци: 1.335 Судије: Рајн Перанди Арнис Озолс Сергеј Зашчук |  |

| 7. јануар 2018 18:00 | Протокол | Калев/Крамо                                                                          | 92 : 84 | Химки                                          | Спортска хала Калев, Талин Гледаоци: 1.700 Судије: Ингус Бауманис Јануш Цалик Андреј Шарапа |  |
| 7. јануар 2018 18:00 | Протокол | Четвртине: 28:24, 29:14, 16:19, 19:27                                                |         |                                                | Спортска хала Калев, Талин Гледаоци: 1.700 Судије: Ингус Бауманис Јануш Цалик Андреј Шарапа |  |
| 7. јануар 2018 18:00 | Протокол | Поени: Томас ван дер Марс 15 Скокови: Бојан Суботић 7 Асистенције: Бранко Мирковић 7 |         | Алексеј Швед 30 Малколм Томас 6 Алексеј Швед 6 | Спортска хала Калев, Талин Гледаоци: 1.700 Судије: Ингус Бауманис Јануш Цалик Андреј Шарапа |  |

| 7. јануар 2018 19:30 | Протокол | ЦСКА                                                                                             | 79 : 90 | Локомотива Кубањ                                                   | УСК ЦСКА, Москва Гледаоци: 4.273 Судије: Миливоје Јовичић Јакуб Замојски Семјон Овинов |  |
| 7. јануар 2018 19:30 | Протокол | Четвртине: 18:19, 19:22, 20:21, 22:28                                                            |         |                                                                    | УСК ЦСКА, Москва Гледаоци: 4.273 Судије: Миливоје Јовичић Јакуб Замојски Семјон Овинов |  |
| 7. јануар 2018 19:30 | Протокол | Поени: Нандо де Коло 17 Скокови: Никита Курбанов, Отело Хантер по 4 Асистенције: Виктор Хрјапа 4 |         | Димитриј Кулагин 17 Марди Колинс, Френк Елегар по 7 Марди Колинс 8 | УСК ЦСКА, Москва Гледаоци: 4.273 Судије: Миливоје Јовичић Јакуб Замојски Семјон Овинов |  |

| 13. јануар 2018 14:30 | Протокол | Цмоки-Минск                                                                        | 74 : 88 | Јенисеј                                             | Минск арена, Минск Гледаоци: 1.111 Судије: Борис Рижик Оскар Лучис Евгениј Михејев |  |
| 13. јануар 2018 14:30 | Протокол | Четвртине: 21:19, 16:29, 21:19, 16:21                                              |         |                                                     | Минск арена, Минск Гледаоци: 1.111 Судије: Борис Рижик Оскар Лучис Евгениј Михејев |  |
| 13. јануар 2018 14:30 | Протокол | Поени: Девон Садлер 19 Скокови: Алексеј Тростинецкиј 6 Асистенције: Девон Садлер 7 |         | Зебиан Додел 20 Мартинеш Мејерс 12 Ентони Хиљиард 8 | Минск арена, Минск Гледаоци: 1.111 Судије: Борис Рижик Оскар Лучис Евгениј Михејев |  |

| 13. јануар 2018 17:00 | Протокол | Автодор                                                                    | 82 : 87 | Парма                                           | Спортска палата Кристал, Саратов Гледаоци: 1.470 Судије: Алексеј Давидов Иља Путенко Александар Романов |  |
| 13. јануар 2018 17:00 | Протокол | Четвртине: 21:20, 22:22, 25:18, 14:27                                      |         |                                                 | Спортска палата Кристал, Саратов Гледаоци: 1.470 Судије: Алексеј Давидов Иља Путенко Александар Романов |  |
| 13. јануар 2018 17:00 | Протокол | Поени: Коти Кларк 19 Скокови: Коти Кларк 8 Асистенције: Џастин Робинсон 10 |         | Коди Милер-Мекинтејр 19 Коди Милер-Мекинтејр 10 | Спортска палата Кристал, Саратов Гледаоци: 1.470 Судије: Алексеј Давидов Иља Путенко Александар Романов |  |

| 14. јануар 2018 16:00 | Протокол | Локомотива Кубањ                                                              | 95 : 62 | Калев/Крамо                                      | Баскет хол арена, Краснодар Гледаоци: 4.218 Судије: Арнис Озолс Андреј Шарапа Дариуш Запољски |  |
| 14. јануар 2018 16:00 | Протокол | Четвртине: 19:21, 26:12, 27:17, 23:12                                         |         |                                                  | Баскет хол арена, Краснодар Гледаоци: 4.218 Судије: Арнис Озолс Андреј Шарапа Дариуш Запољски |  |
| 14. јануар 2018 16:00 | Протокол | Поени: Димитриј Кулагин 23 Скокови: Брајан Квал 5 Асистенције: Тревор Лејси 5 |         | Исаија Бриско 17 Јанари Јоесар 7 Исаија Бриско 2 | Баскет хол арена, Краснодар Гледаоци: 4.218 Судије: Арнис Озолс Андреј Шарапа Дариуш Запољски |  |

| 14. јануар 2018 18:00 | Протокол | Нижњи Новгород                                                                   | 89 : 91 | УНИКС                                         | ПС Нижњи Новгород, Нижњи Новгород Гледаоци: 2.462 Судије: Семјон Овинов Сергеј Михаилов Јуриј Зинкевич |  |
| 14. јануар 2018 18:00 | Протокол | Четвртине: 24:18, 20:21, 24:19, 21:33                                            |         |                                               | ПС Нижњи Новгород, Нижњи Новгород Гледаоци: 2.462 Судије: Семјон Овинов Сергеј Михаилов Јуриј Зинкевич |  |
| 14. јануар 2018 18:00 | Протокол | Поени: Џејкоб Одум 22 Скокови: Владимир Веременко 7 Асистенције: Иван Стребков 7 |         | Морис Ндур 30 Трент Локет 5 Антон Понкрашов 6 | ПС Нижњи Новгород, Нижњи Новгород Гледаоци: 2.462 Судије: Семјон Овинов Сергеј Михаилов Јуриј Зинкевич |  |

| 14. јануар 2018 21:00 | Протокол | Зенит                                                                                                 | 87 : 83 | ЦСКА                                           | Спортски центар Јубилејни, Санкт-Петербург Гледаоци: 5.670 Судије: Сретен Радовић Роберт Виклицки Мартињш Козловскис |  |
| 14. јануар 2018 21:00 | Протокол | Четвртине: 22:22, 18:23, 23:22, 24:16                                                                 |         |                                                | Спортски центар Јубилејни, Санкт-Петербург Гледаоци: 5.670 Судије: Сретен Радовић Роберт Виклицки Мартињш Козловскис |  |
| 14. јануар 2018 21:00 | Протокол | Поени: Сергеј Карасјов 23 Скокови: Сергеј Карасјов, Демонте Харпер по 7 Асистенције: Демонте Харпер 6 |         | Вил Клајберн 17 Вил Клајберн 12 Вил Клајберн 4 | Спортски центар Јубилејни, Санкт-Петербург Гледаоци: 5.670 Судије: Сретен Радовић Роберт Виклицки Мартињш Козловскис |  |

| 15. јануар 2018 19:30 | Протокол | Астана                                                                      | 67 : 53 | ВЕФ                                                      | Сарјарка велодром, Астана Гледаоци: 1.036 Судије: Алексеј Давидов Антон Махлин Јоханес Сарекоски |  |
| 15. јануар 2018 19:30 | Протокол | Четвртине: 23:19, 18:11, 16:19, 10:4                                        |         |                                                          | Сарјарка велодром, Астана Гледаоци: 1.036 Судије: Алексеј Давидов Антон Махлин Јоханес Сарекоски |  |
| 15. јануар 2018 19:30 | Протокол | Поени: Ентони Клемонс 14 Скокови: Ентони Клемонс 7 Асистенције: Ике Удано 5 |         | Каспарс Вецваргас 12 Иља Громовс 8 Кристапс Јаниченокс 4 | Сарјарка велодром, Астана Гледаоци: 1.036 Судије: Алексеј Давидов Антон Махлин Јоханес Сарекоски |  |

| 20. јануар 2018 16:00 | Протокол | Јенисеј                                                                       | 88 : 91 | Калев/Крамо                                                                | Арена Север, Краснојарск Гледаоци: 1.000 Судије: Ингус Бауманис Оскар Лучис Саша Маричић |  |
| 20. јануар 2018 16:00 | Протокол | Четвртине: 23:21, 23:27, 27:17, 15:26                                         |         |                                                                            | Арена Север, Краснојарск Гледаоци: 1.000 Судије: Ингус Бауманис Оскар Лучис Саша Маричић |  |
| 20. јануар 2018 16:00 | Протокол | Поени: Зебиан Додел 16 Скокови: Мартинеш Мејерс 9 Асистенције: Зебиан Додел 7 |         | Исаија Бриско, Бранко Мирковић по 20 Томас ван дер Марс 10 Исаија Бриско 7 | Арена Север, Краснојарск Гледаоци: 1.000 Судије: Ингус Бауманис Оскар Лучис Саша Маричић |  |

| 20. јануар 2018 17:00 | Протокол | Автодор                                                                                            | 92 : 86 | Астана                                                                     | СП Кристал, Саратов Гледаоци: 2.453 Судије: Игор Драгојевић Урош Николић Ивор Матејек |  |
| 20. јануар 2018 17:00 | Протокол | Четвртине: 19:17, 21:19, 20:19, 14:19                                                              |         |                                                                            | СП Кристал, Саратов Гледаоци: 2.453 Судије: Игор Драгојевић Урош Николић Ивор Матејек |  |
| 20. јануар 2018 17:00 | Протокол | Поени: Бренден Фрејзер 21 Скокови: Ијан Хамер 7 Асистенције: Џастин Робинсон, Бренден Фрејзер по 5 |         | Леонидас Каселакис 19 Лери Гордон, Леонидас Каселакис по 8 Малколм Грант 7 | СП Кристал, Саратов Гледаоци: 2.453 Судије: Игор Драгојевић Урош Николић Ивор Матејек |  |

| 21. јануар 2018 17:30 | Протокол | Парма                                                                                              | 94 : 99 | Зенит                                          | УПС Молот, Перм Гледаоци: 5.113 Судије: Семјон Овинов Сергеј Бељаков Сергеј Михаилов |  |
| 21. јануар 2018 17:30 | Протокол | Четвртине: 25:21, 27:29, 25:21, 17:28                                                              |         |                                                | УПС Молот, Перм Гледаоци: 5.113 Судије: Семјон Овинов Сергеј Бељаков Сергеј Михаилов |  |
| 21. јануар 2018 17:30 | Протокол | Поени: Коди Милер-Мекинтејр 24 Скокови: Коди Милер-Мекинтејр 9 Асистенције: Коди Милер-Мекинтејр 6 |         | Кајл Кјурик 33 Три играча по 4 Демонт Харпер 5 | УПС Молот, Перм Гледаоци: 5.113 Судије: Семјон Овинов Сергеј Бељаков Сергеј Михаилов |  |

| 21. јануар 2018 17:00 | Протокол | ВЕФ                                                                      | 69 : 81 | УНИКС                                                           | Арена Рига, Рига Гледаоци: 450 Судије: Гинтарас Виткаускас Петр Груша Војцех Лишка |  |
| 21. јануар 2018 17:00 | Протокол | Четвртине: 16:16, 16:24, 16:24, 21:17                                    |         |                                                                 | Арена Рига, Рига Гледаоци: 450 Судије: Гинтарас Виткаускас Петр Груша Војцех Лишка |  |
| 21. јануар 2018 17:00 | Протокол | Поени: Алекс Перез 18 Скокови: Иља Громовс 11 Асистенције: Алекс Перез 6 |         | Стефан Лазме 17 Стефан Лазме, Морис Ндур по 5 Антон Понкрашов 5 | Арена Рига, Рига Гледаоци: 450 Судије: Гинтарас Виткаускас Петр Груша Војцех Лишка |  |

| 21. јануар 2018 18:00 | Протокол | Локомотива Кубањ                                                            | 93 : 78 | Химки                                          | Баскет хол арена, Краснодар Гледаоци: 7.389 Судије: Олег Латишев Роберт Виклицки Мартињш Козловскис |  |
| 21. јануар 2018 18:00 | Протокол | Четвртине: 22:24, 24:20, 29:19, 18:15                                       |         |                                                | Баскет хол арена, Краснодар Гледаоци: 7.389 Судије: Олег Латишев Роберт Виклицки Мартињш Козловскис |  |
| 21. јануар 2018 18:00 | Протокол | Поени: Марди Колинс 22 Скокови: Рајан Брокоф 8 Асистенције: Марди Колинс 10 |         | Алексеј Швед 18 Малколм Томас 5 Алексеј Швед 6 | Баскет хол арена, Краснодар Гледаоци: 7.389 Судије: Олег Латишев Роберт Виклицки Мартињш Козловскис |  |

| 22. јануар 2018 19:00 | Протокол | ЦСКА | 97 : 80 | Нижњи Новгород                                           | УСК ЦСКА, Москва Гледаоци: 1.430 Судије: Аре Халико Антон Махлин Станислав Валејев |  |
| 22. јануар 2018 19:00 | Протокол | Четвртине: 25:19, 22:20, 22:15, 28:26                                                                   |         |                                                          | УСК ЦСКА, Москва Гледаоци: 1.430 Судије: Аре Халико Антон Махлин Станислав Валејев |  |
| 22. јануар 2018 19:00 | Протокол | Поени: Андреј Воронцевич 17 Скокови: Никита Курбанов 8 Асистенције: Серхио Родригез, Виктор Хрјапа по 4 |         | Петр Губанов 22 Владимир Веременко 10 Василиј Мартинов 6 | УСК ЦСКА, Москва Гледаоци: 1.430 Судије: Аре Халико Антон Махлин Станислав Валејев |  |

| 28. јануар 2018 16:00 | Протокол | Јенисеј                                                                                   | 49 : 75 | Локомотива Кубањ                                  | Арена Север, Краснојарск Гледаоци: 900 Судије: Иља Путенко Сергеј Круг Максим Житлухин |  |
| 28. јануар 2018 16:00 | Протокол | Четвртине: 18:22, 3:10, 11:26, 17:17                                                      |         |                                                   | Арена Север, Краснојарск Гледаоци: 900 Судије: Иља Путенко Сергеј Круг Максим Житлухин |  |
| 28. јануар 2018 16:00 | Протокол | Поени: Александар Гудумак 14 Скокови: Александар Гудумак 10 Асистенције: Ентони Хиљиард 4 |         | Френк Елегар 15 Рајан Брокоф 9 Димитриј Хвостов 5 | Арена Север, Краснојарск Гледаоци: 900 Судије: Иља Путенко Сергеј Круг Максим Житлухин |  |

| 28. јануар 2018 17:00 | Протокол | ВЕФ                                                                                                | 82 : 70 | Цмоки-Минск                                        | Арена Рига, Рига Гледаоци: 350 Судије: Петри Ментиле Семјон Овинов Антон Махлин |  |
| 28. јануар 2018 17:00 | Протокол | Четвртине: 20:16, 20:15, 16:25, 26:14                                                              |         |                                                    | Арена Рига, Рига Гледаоци: 350 Судије: Петри Ментиле Семјон Овинов Антон Махлин |  |
| 28. јануар 2018 17:00 | Протокол | Поени: Марекс Мејерис, Кристапс Јаниченокс по 19 Скокови: Иља Громовс 7 Асистенције: Алекс Перез 6 |         | Девон Садлер 16 Димитриј Полешчук 8 Девон Садлер 4 | Арена Рига, Рига Гледаоци: 350 Судије: Петри Ментиле Семјон Овинов Антон Махлин |  |

| 28. јануар 2018 18:00 | Протокол | УНИКС                                                                   | 84 : 70 | Парма                                                                     | Баскет хол, Казањ Гледаоци: 3.184 Судије: Алексеј Давидов Александар Романов Станислав Валејев |  |
| 28. јануар 2018 18:00 | Протокол | Четвртине: 25:12, 21:21, 19:25, 19:12                                   |         |                                                                           | Баскет хол, Казањ Гледаоци: 3.184 Судије: Алексеј Давидов Александар Романов Станислав Валејев |  |
| 28. јануар 2018 18:00 | Протокол | Поени: Џамар Смит 17 Скокови: Стефан Лазме 10 Асистенције: Џамар Смит 6 |         | Тре Маклин 15 Андрејс Гражулис, Јаник Мореира по 5 Коди Милер-Мекинтејр 6 | Баскет хол, Казањ Гледаоци: 3.184 Судије: Алексеј Давидов Александар Романов Станислав Валејев |  |

| 29. јануар 2018 19:30 | Протокол | Химки                                                                    | 88 : 75 | Автодор                                               | КЦ Химки, Химки Гледаоци: 1.266 Судије: Семјон Овинов Томас Јасевичијус Антон Махлин |  |
| 29. јануар 2018 19:30 | Протокол | Четвртине: 26:20, 18:25, 19:23, 25:7                                     |         |                                                       | КЦ Химки, Химки Гледаоци: 1.266 Судије: Семјон Овинов Томас Јасевичијус Антон Махлин |  |
| 29. јануар 2018 19:30 | Протокол | Поени: Алексеј Швед 21 Скокови: Ентони Џил 9 Асистенције: Алексеј Швед 6 |         | Шакил Макисик 16 Артјом Клименко 10 Џастин Робинсон 7 | КЦ Химки, Химки Гледаоци: 1.266 Судије: Семјон Овинов Томас Јасевичијус Антон Махлин |  |

### Фебруар
| 3. фебруар 2018 15:00 | Протокол | Локомотива Кубањ                                                               | 90 : 93 | Автодор                                        | Баскет хол арена, Краснодар Гледаоци: 3.244 Судије: Алексеј Давидов Оскарс Лучис Сергеј Михаилов |  |
| 3. фебруар 2018 15:00 | Протокол | Четвртине: 32:26, 24:17, 17:26, 17:24                                          |         |                                                | Баскет хол арена, Краснодар Гледаоци: 3.244 Судије: Алексеј Давидов Оскарс Лучис Сергеј Михаилов |  |
| 3. фебруар 2018 15:00 | Протокол | Поени: Френк Елегар 16 Скокови: Френк Елегар 9 Асистенције: Димитриј Кулагин 6 |         | Мајка Даунс 22 Ијан Хамер 8 Џастин Робинсон 10 | Баскет хол арена, Краснодар Гледаоци: 3.244 Судије: Алексеј Давидов Оскарс Лучис Сергеј Михаилов |  |

| 3. фебруар 2018 | Протокол | Јенисеј                                                 | 68 : 75 | ВЕФ                                  | Арена Север, Краснојарск Гледаоци: 800 Судије: Аре Халико Виљус Мачјулајтис Андреј Шарапа |  |
| 3. фебруар 2018 | Протокол | Четвртине: 19:24, 20:17, 16:16, 13:18                   |         |                                      | Арена Север, Краснојарск Гледаоци: 800 Судије: Аре Халико Виљус Мачјулајтис Андреј Шарапа |  |
| 3. фебруар 2018 | Протокол | Поени: Виталиј Љутич 18 Асистенције: Мартинеш Мејерс 11 |         | Марекс Мејерис 17 Арнолдс Хелманис 7 | Арена Север, Краснојарск Гледаоци: 800 Судије: Аре Халико Виљус Мачјулајтис Андреј Шарапа |  |

| 3. фебруар 2018 19:00 | Протокол | Зенит                                                                                                  | 92 : 89 | Нижњи Новгород                                     | Спортски центар Јубилејни, Санкт Петербург Гледаоци: 3.453 Судије: Семјон Овинов Сергеј Круг Станислав Валејев |  |
| 3. фебруар 2018 19:00 | Протокол | Четвртине: 21:26, 27:26, 17:21, 27:16                                                                  |         |                                                    | Спортски центар Јубилејни, Санкт Петербург Гледаоци: 3.453 Судије: Семјон Овинов Сергеј Круг Станислав Валејев |  |
| 3. фебруар 2018 19:00 | Протокол | Поени: Евгениј Воронов 23 Скокови: Евгениј Воронов, Сергеј Карасјов по 5 Асистенције: Скот Рејнолдс 10 |         | Стеван Јеловац 24 Стеван Јеловац 7 Иван Стребков 6 | Спортски центар Јубилејни, Санкт Петербург Гледаоци: 3.453 Судије: Семјон Овинов Сергеј Круг Станислав Валејев |  |

| 4. фебруар 2018 18:00 | Протокол | УНИКС | 87 : 62 | Цмоки-Минск                                                         | Баскет хол, Казањ Гледаоци: 3.029 Судије: Томаш Травицки Арнис Озолс Танел Суслов |  |
| 4. фебруар 2018 18:00 | Протокол | Четвртине: 25:4, 28:21, 20:16, 14:21                                                                         |         |                                                                     | Баскет хол, Казањ Гледаоци: 3.029 Судије: Томаш Травицки Арнис Озолс Танел Суслов |  |
| 4. фебруар 2018 18:00 | Протокол | Поени: Џамар Смит 12 Скокови: Стефан Лазме, Мелвин Еџим по 6 Асистенције: Морис Ндур, Владислав Трушкин по 4 |         | Филип Адамовић, Девон Садлер по 11 Дејвид Кравиш 9 Филип Адамовић 3 | Баскет хол, Казањ Гледаоци: 3.029 Судије: Томаш Травицки Арнис Озолс Танел Суслов |  |

| 5. фебруар 2018 19:30 | Протокол | ЦСКА                                                                            | 90 : 71 | Химки                                                          | УСК ЦСКА, Москва Гледаоци: 4.500 Судије: Илија Белошевић Аре Халико Алексеј Давидов |  |
| 5. фебруар 2018 19:30 | Протокол | Четвртине: 16:15, 24:12, 21:26, 29:18                                           |         |                                                                | УСК ЦСКА, Москва Гледаоци: 4.500 Судије: Илија Белошевић Аре Халико Алексеј Давидов |  |
| 5. фебруар 2018 19:30 | Протокол | Поени: Нандо де Коло 24 Скокови: Никита Курбанов 7 Асистенције: Нандо де Коло 6 |         | Алексеј Швед 18 Сергеј Моња, Малколм Томас по 6 Алексеј Швед 5 | УСК ЦСКА, Москва Гледаоци: 4.500 Судије: Илија Белошевић Аре Халико Алексеј Давидов |  |

| 11. фебруар 2018 15:00 | Протокол | Астана                                                                                        | 87 : 64 | Зенит                                                                                   | Сарјарка велодром, Астана Гледаоци: 1.120 Судије: Александар Глишић Андрис Аункрогерс Јуриј Игњацев |  |
| 11. фебруар 2018 15:00 | Протокол | Четвртине: 23:21, 21:21, 21:12, 22:10                                                         |         |                                                                                         | Сарјарка велодром, Астана Гледаоци: 1.120 Судије: Александар Глишић Андрис Аункрогерс Јуриј Игњацев |  |
| 11. фебруар 2018 15:00 | Протокол | Поени: Ике Удано 21 Скокови: Ике Удано 10 Асистенције: Џастин Картер, Леонидас Каселакис по 4 |         | Кајл Кјурик 13 Евгениј Воронов, Демонте Харпер по 5 Малколм Грифин, Скоти Рејнолдс по 5 | Сарјарка велодром, Астана Гледаоци: 1.120 Судије: Александар Глишић Андрис Аункрогерс Јуриј Игњацев |  |

| 11. фебруар 2018 17:00 | Протокол | Цмоки-Минск                                                                     | 83 : 93 | ЦСКА                                                                 | Минск арена, Минск Гледаоци: 1.355 Судије: Здравко Рутешић Саша Маричић Оскар Лучис |  |
| 11. фебруар 2018 17:00 | Протокол | Четвртине: 18:32, 19:18, 16:22, 30:21                                           |         |                                                                      | Минск арена, Минск Гледаоци: 1.355 Судије: Здравко Рутешић Саша Маричић Оскар Лучис |  |
| 11. фебруар 2018 17:00 | Протокол | Поени: Девон Садлер 23 Скокови: Дејвид Кравиш 7 Асистенције: Четири играча по 2 |         | Нандо де Коло 15 Андреј Воронцевич, Виктор Хрјапа по 5 Кори Хигинс 5 | Минск арена, Минск Гледаоци: 1.355 Судије: Здравко Рутешић Саша Маричић Оскар Лучис |  |

| 12. фебруар 2018 19:00 | Протокол | Калев/Крамо | 67 : 75 | УНИКС                                      | Саку Сурхаљ, Талин Гледаоци: 1.600 Судије: Арнис Озолс Радомир Војиновић Александар Сирица |  |
| 12. фебруар 2018 19:00 | Протокол | Четвртине: 16:23, 16:12, 20:22, 15:18                                                                            |         |                                            | Саку Сурхаљ, Талин Гледаоци: 1.600 Судије: Арнис Озолс Радомир Војиновић Александар Сирица |  |
| 12. фебруар 2018 19:00 | Протокол | Поени: Исаија Бриско 25 Скокови: Бранко Мирковић, Стен Сок по 5 Асистенције: Исаија Бриско, Бранко Мирковић по 4 |         | Џамар Смит 15 Стефан Лазме 11 Кино Колом 6 | Саку Сурхаљ, Талин Гледаоци: 1.600 Судије: Арнис Озолс Радомир Војиновић Александар Сирица |  |

| 12. фебруар 2018 19:30 | Протокол | Химки                                                                         | 73 : 77 | ВЕФ                                              | КЦ Химки, Химки Гледаоци: 1.327 Судије: Александар Глишић Марек Маљишевски Михал Проц |  |
| 12. фебруар 2018 19:30 | Протокол | Четвртине: 17:15, 21:14, 20:16, 15:32                                         |         |                                                  | КЦ Химки, Химки Гледаоци: 1.327 Судије: Александар Глишић Марек Маљишевски Михал Проц |  |
| 12. фебруар 2018 19:30 | Протокол | Поени: Тајлер Ханикат 15 Скокови: Малколм Томас 7 Асистенције: Алексеј Швед 9 |         | Кен Браун 22 Иља Громовс 9 Кристапс Јаниченокс 4 | КЦ Химки, Химки Гледаоци: 1.327 Судије: Александар Глишић Марек Маљишевски Михал Проц |  |

| 14. фебруар 2018 19:30 | Протокол | Јенисеј                                                                           | 83 : 88 | Автодор                                             | Арена Север, Краснојарск Гледаоци: 700 Судије: Иља Путенко Александар Романов Јуриј Зинкевич |  |
| 14. фебруар 2018 19:30 | Протокол | Четвртине: 25:24, 20:27, 14:17, 24:20                                             |         |                                                     | Арена Север, Краснојарск Гледаоци: 700 Судије: Иља Путенко Александар Романов Јуриј Зинкевич |  |
| 14. фебруар 2018 19:30 | Протокол | Поени: Виталиј Љутјич 17 Скокови: Ентони Хиљиард 12 Асистенције: Ентони Хиљиард 6 |         | Џастин Робинсон 30 Коти Кларк 18 Џастин Робинсон 12 | Арена Север, Краснојарск Гледаоци: 700 Судије: Иља Путенко Александар Романов Јуриј Зинкевич |  |

| 14. фебруар 2018 20:00 | Протокол | КК Локомотива Кубањ                                                         | 75 : 78 | ЦСКА                                              | Баскет хол арена, Краснодар Гледаоци: 7.124 Судије: Милија Војиновић Петр Пастусик Томас Јасевичијус |  |
| 14. фебруар 2018 20:00 | Протокол | Четвртине: 20:18, 21:18, 11:21, 23:21                                       |         |                                                   | Баскет хол арена, Краснодар Гледаоци: 7.124 Судије: Милија Војиновић Петр Пастусик Томас Јасевичијус |  |
| 14. фебруар 2018 20:00 | Протокол | Поени: Марди Колинс 20 Скокови: Три играча по 6 Асистенције: Тревор Лејси 4 |         | Вил Клајберн 26 Никита Курбанов 7 Три играча по 3 | Баскет хол арена, Краснодар Гледаоци: 7.124 Судије: Милија Војиновић Петр Пастусик Томас Јасевичијус |  |

| 15. фебруар 2018 19:00 | Протокол | Калев/Крамо                                                                                       | 97 : 103 | Нижњи Новгород                                    | Спортска хала Калев, Талин Гледаоци: 900 Судије: Николај Амбросов Марек Цмикевич Урош Николић |  |
| 15. фебруар 2018 19:00 | Протокол | Четвртине: 16:17, 18:25, 27:19, 23:23                                                             |          |                                                   | Спортска хала Калев, Талин Гледаоци: 900 Судије: Николај Амбросов Марек Цмикевич Урош Николић |  |
| 15. фебруар 2018 19:00 | Протокол | Поени: Исаија Бриско 21 Скокови: Седрик Симонс 9 Асистенције: Исаија Бриско, Бранко Мирковић по 4 |          | Стеван Јеловац 49 Стеван Јеловац 15 Џејкоб Одум 7 | Спортска хала Калев, Талин Гледаоци: 900 Судије: Николај Амбросов Марек Цмикевич Урош Николић |  |

| 15. фебруар 2018 20:00 | Протокол | Зенит                                                                         | 80 : 98 | Химки                                          | Спортски центар Јубилејни, Санкт Петербург Гледаоци: 5.119 Судије: Миливоје Јовичић Петри Ментиле Семјон Овинов |  |
| 15. фебруар 2018 20:00 | Протокол | Четвртине: 12:22, 21:22, 27:22, 20:32                                         |         |                                                | Спортски центар Јубилејни, Санкт Петербург Гледаоци: 5.119 Судије: Миливоје Јовичић Петри Ментиле Семјон Овинов |  |
| 15. фебруар 2018 20:00 | Протокол | Поени: Сергеј Карасјов 31 Скокови: Дру Гордон 8 Асистенције: Скот Рејнолдс 16 |         | Алексеј Швед 20 Тајлер Ханикат 9 Сергеј Моња 7 | Спортски центар Јубилејни, Санкт Петербург Гледаоци: 5.119 Судије: Миливоје Јовичић Петри Ментиле Семјон Овинов |  |

### Март
| 3. март 2018 17:00 | Протокол | ВЕФ                                                                       | 80 : 90 | Зенит                                           | Арена Рига, Рига Гледаоци: 500 Судије: Борис Рижик Александар Сирица Војцех Лишка |  |
| 3. март 2018 17:00 | Протокол | Четвртине: 18:21, 16:29, 20:16, 26:24                                     |         |                                                 | Арена Рига, Рига Гледаоци: 500 Судије: Борис Рижик Александар Сирица Војцех Лишка |  |
| 3. март 2018 17:00 | Протокол | Поени: Алекс Перез 8 Скокови: Марекс Мејерис 5 Асистенције: Алекс Перез 7 |         | Кајл Кјурик 31 Шејн Витингтон 8 Скот Рејнолдс 8 | Арена Рига, Рига Гледаоци: 500 Судије: Борис Рижик Александар Сирица Војцех Лишка |  |

| 3. март 2018 17:00 | Протокол | УНИКС                                                                       | 93 : 65 | Локомотива Кубањ                            | Баскет хол, Казањ Гледаоци: 5.970 Судије: Миливоје Јовичић Игор Драгојевић Иља Путенко |  |
| 3. март 2018 17:00 | Протокол | Четвртине: 22:17, 26:19, 20:17, 25:12                                       |         |                                             | Баскет хол, Казањ Гледаоци: 5.970 Судије: Миливоје Јовичић Игор Драгојевић Иља Путенко |  |
| 3. март 2018 17:00 | Протокол | Поени: Џамар Смит 25 Скокови: Стефан Лазме 7 Асистенције: Антон Понкрашов 4 |         | Марди Колинс 17 Марди Колинс 9 Џо Регланд 3 | Баскет хол, Казањ Гледаоци: 5.970 Судије: Миливоје Јовичић Игор Драгојевић Иља Путенко |  |

| 4. март 2018 15:00 | Протокол | Нижњи Новгород                                                                | 79 : 82 | Химки                                             | ПС Нижњи Новгород, Нижњи Новгород Гледаоци: 2.118 Судије: Алексеј Давидов Иља Путенко Сергеј Михаилов |  |
| 4. март 2018 15:00 | Протокол | Четвртине: 19:23, 21:14, 22:24, 17:21                                         |         |                                                   | ПС Нижњи Новгород, Нижњи Новгород Гледаоци: 2.118 Судије: Алексеј Давидов Иља Путенко Сергеј Михаилов |  |
| 4. март 2018 15:00 | Протокол | Поени: Стеван Јеловац 22 Скокови: Стеван Јеловац 8 Асистенције: Џејкоб Одум 8 |         | Алексеј Швед 26 Малколм Томас 8 Стефан Марковић 5 | ПС Нижњи Новгород, Нижњи Новгород Гледаоци: 2.118 Судије: Алексеј Давидов Иља Путенко Сергеј Михаилов |  |

| 4. март 2018 15:00 | Протокол | Автодор                                                                   | 98 : 110 | ЦСКА                                            | СП Кристал, Саратов Гледаоци: 5.048 Судије: Марчин Ковалски Семјон Овинов Станислав Валејев |  |
| 4. март 2018 15:00 | Протокол | Четвртине: 28:27, 29:26, 19:30, 22:27                                     |          |                                                 | СП Кристал, Саратов Гледаоци: 5.048 Судије: Марчин Ковалски Семјон Овинов Станислав Валејев |  |
| 4. март 2018 15:00 | Протокол | Поени: Коти Кларк 21 Скокови: Коти Кларк 9 Асистенције: Џастин Робинсон 8 |          | Нандо де Коло 35 Кајл Хајнс 5 Серхио Родригез 7 | СП Кристал, Саратов Гледаоци: 5.048 Судије: Марчин Ковалски Семјон Овинов Станислав Валејев |  |

| 4. март 2018 15:30 | Протокол | Парма                                                                                      | 104 : 84 | Калев/Крамо                                             | УПС Молот, Перм Гледаоци: 5.128 Судије: Роберт Виклицкиј Оскарс Лучис Мартињш Козловскис |  |
| 4. март 2018 15:30 | Протокол | Четвртине: 30:9, 25:23, 21:22, 28:30                                                       |          |                                                         | УПС Молот, Перм Гледаоци: 5.128 Судије: Роберт Виклицкиј Оскарс Лучис Мартињш Козловскис |  |
| 4. март 2018 15:30 | Протокол | Поени: Коди Милер-Мекинтејр 24 Скокови: Тре Маклин 10 Асистенције: Коди Милер-Мекинтејр 17 |          | Исаија Бриско 25 Томас ван дер Марс 8 Бранко Мирковић 4 | УПС Молот, Перм Гледаоци: 5.128 Судије: Роберт Виклицкиј Оскарс Лучис Мартињш Козловскис |  |

| 4. март 2018 18:00 | Протокол | Астана                                                                               | 77 : 59 | Цмоки-Минск                                    | Сарјарка велодром, Астана Гледаоци: 1.577 Судије: Ингус Бауманис Сергеј Круг Јуриј Зинкевич |  |
| 4. март 2018 18:00 | Протокол | Четвртине: 19:27, 13:6, 25:12, 20:14                                                 |         |                                                | Сарјарка велодром, Астана Гледаоци: 1.577 Судије: Ингус Бауманис Сергеј Круг Јуриј Зинкевич |  |
| 4. март 2018 18:00 | Протокол | Поени: Леонидас Каселакис 16 Скокови: Ике Удано 14 Асистенције: Леонидас Каселакис 4 |         | Девон Садлер 11 Дејвид Кравиш 13 Џастин Греј 4 | Сарјарка велодром, Астана Гледаоци: 1.577 Судије: Ингус Бауманис Сергеј Круг Јуриј Зинкевич |  |

| 8. март 2018 20:30 | Протокол | ВЕФ                                                                    | 87 : 83 | Калев/Крамо                                   | Арена Рига, Рига Гледаоци: 400 Судије: Семјон Овинов Антон Махлин Јуриј Зинкевич |  |
| 8. март 2018 20:30 | Протокол | Четвртине: 14:22, 28:22, 25:17, 20:22                                  |         |                                               | Арена Рига, Рига Гледаоци: 400 Судије: Семјон Овинов Антон Махлин Јуриј Зинкевич |  |
| 8. март 2018 20:30 | Протокол | Поени: Кен Браун 23 Скокови: Марекс Мејерис 5 Асистенције: Кен Браун 7 |         | Бојан Суботић 25 Кристјан Кангур 9 Стен Сок 6 | Арена Рига, Рига Гледаоци: 400 Судије: Семјон Овинов Антон Махлин Јуриј Зинкевич |  |

| 11. март 2018 12:00 | Протокол | Астана                                                                      | 84 : 79 | Химки                                           | Сарјарка велодром, Астана Гледаоци: 1 032 Судије: Александар Сирица Оскарс Лучис Мартињш Козловскис |  |
| 11. март 2018 12:00 | Протокол | Четвртине: 29:16, 17:22, 26:16, 12:25                                       |         |                                                 | Сарјарка велодром, Астана Гледаоци: 1 032 Судије: Александар Сирица Оскарс Лучис Мартињш Козловскис |  |
| 11. март 2018 12:00 | Протокол | Поени: Ике Удано 16 Скокови: Ентони Клемонс 7 Асистенције: Ентони Клемонс 5 |         | Игор Вјалцев 17 Малколм Томас 9 Чарлс Џенкинс 6 | Сарјарка велодром, Астана Гледаоци: 1 032 Судије: Александар Сирица Оскарс Лучис Мартињш Козловскис |  |

| 11. март 2018 15:30 | Протокол | Парма                                                                                | 81 : 88 | Цмоки-Минск                                            | УПС Молот, Перм Гледаоци: 4.733 Судије: Олег Латишев Рајн Перанди Евгениј Михејев |  |
| 11. март 2018 15:30 | Протокол | Четвртине: 20:23, 24:33, 15:13, 22:19                                                |         |                                                        | УПС Молот, Перм Гледаоци: 4.733 Судије: Олег Латишев Рајн Перанди Евгениј Михејев |  |
| 11. март 2018 15:30 | Протокол | Поени: Тре Маклин 23 Скокови: Андрејс Гражулис 6 Асистенције: Коди Милер-Мекинтејр 9 |         | Кристофер Черапович 33 Дејвид Кравиш 11 Девон Садлер 7 | УПС Молот, Перм Гледаоци: 4.733 Судије: Олег Латишев Рајн Перанди Евгениј Михејев |  |

| 12. март 2018 20:30 | Протокол | ВЕФ                                                                         | 83 : 102 | ЦСКА                                            | Арена Рига, Рига Гледаоци: 1.000 Судије: Гинтарас Виткаускас Михаил Проц Андреј Шарапа |  |
| 12. март 2018 20:30 | Протокол | Четвртине: 24:24, 23:22, 21:30, 15:26                                       |          |                                                 | Арена Рига, Рига Гледаоци: 1.000 Судије: Гинтарас Виткаускас Михаил Проц Андреј Шарапа |  |
| 12. март 2018 20:30 | Протокол | Поени: Пол Картер 18 Скокови: Каспарс Берзињш 5 Асистенције: Клавс Каварс 4 |          | Никита Курбанов 18 Кајл Хајнс 9 Нандо Де Коло 6 | Арена Рига, Рига Гледаоци: 1.000 Судије: Гинтарас Виткаускас Михаил Проц Андреј Шарапа |  |

| 15. март 2018 20:00 | Протокол | Калев                                                                                 | 97 : 88 | Автодор                                       | Спортска хала Калев, Талин Гледаоци: 650 Судије: Томаш Травицки Томас Јасевичијус Ивор Матејек |  |
| 15. март 2018 20:00 | Протокол | Четвртине: 29:25, 22:20, 24:14, 22:29                                                 |         |                                               | Спортска хала Калев, Талин Гледаоци: 650 Судије: Томаш Травицки Томас Јасевичијус Ивор Матејек |  |
| 15. март 2018 20:00 | Протокол | Поени: Бојан Суботић 29 Скокови: Томас ван дер Марс 11 Асистенције: Бранко Мирковић 7 |         | Марк Лајонс 18 Ентони Хиљиард 8 Марк Лајонс 6 | Спортска хала Калев, Талин Гледаоци: 650 Судије: Томаш Травицки Томас Јасевичијус Ивор Матејек |  |

| 16. март 2018 20:30 | Протокол | ВЕФ                                                                     | 78 : 67 | Парма                                                             | Арена Рига, Рига Гледаоци: 500 Судије: Томаш Травицки Александар Глишић Виљус Мачјулаитис |  |
| 16. март 2018 20:30 | Протокол | Четвртине: 17:14, 23:23, 25:9, 13:21                                    |         |                                                                   | Арена Рига, Рига Гледаоци: 500 Судије: Томаш Травицки Александар Глишић Виљус Мачјулаитис |  |
| 16. март 2018 20:30 | Протокол | Поени: Алекс Перез 21 Скокови: Алекс Перез 9 Асистенције: Алекс Перез 7 |         | Коди Милер-Мекинтејр 22 Александар Виник 5 Коди Милер-Мекинтејр 7 | Арена Рига, Рига Гледаоци: 500 Судије: Томаш Травицки Александар Глишић Виљус Мачјулаитис |  |

| 17. март 2018 18:00 | Протокол | Цмоки-Минск                                                                    | 88 : 84 | Локомотива Кубањ                                 | Минск арена, Минск Гледаоци: 1.075 Судије: Срђан Дозај Здравко Рутешић Андрис Аункрогерс |  |
| 17. март 2018 18:00 | Протокол | Четвртине: 15:16, 19:23, 21:12, 17:21                                          |         |                                                  | Минск арена, Минск Гледаоци: 1.075 Судије: Срђан Дозај Здравко Рутешић Андрис Аункрогерс |  |
| 17. март 2018 18:00 | Протокол | Поени: Девон Садлер 22 Скокови: Дејвид Кравиш 10 Асистенције: Филип Адамовић 7 |         | Димитриј Кулагин 20 Френк Елегар 11 Џо Регланд 5 | Минск арена, Минск Гледаоци: 1.075 Судије: Срђан Дозај Здравко Рутешић Андрис Аункрогерс |  |

| 18. март 2018 16:00 | Протокол | Нижњи Новгород                                                                    | 79 : 78 | Астана                                         | ПС Нижњи Новгород, Нижњи Новгород Гледаоци: 1.770 Судије: Јакуб Замојски Аре Халико Саша Маричић |  |
| 18. март 2018 16:00 | Протокол | Четвртине: 24:24, 17:16, 17:17, 21:21                                             |         |                                                | ПС Нижњи Новгород, Нижњи Новгород Гледаоци: 1.770 Судије: Јакуб Замојски Аре Халико Саша Маричић |  |
| 18. март 2018 16:00 | Протокол | Поени: Стеван Јеловац 15 Скокови: Владимир Веременко 7 Асистенције: Вадим Панин 4 |         | Лери Гордон 17 Џастин Картер 6 Џастин Картер 4 | ПС Нижњи Новгород, Нижњи Новгород Гледаоци: 1.770 Судије: Јакуб Замојски Аре Халико Саша Маричић |  |

| 19. март 2018 19:00 | Протокол | Калев                                                                           | 96 : 89 | Автодор                                  | Спортска хала Калев, Талин Гледаоци: 750 Судије: Срђан Дозај Ингус Бауманис Здравко Рутешић |  |
| 19. март 2018 19:00 | Протокол | Четвртине: 21:28, 30:16, 21:22, 23:23                                           |         |                                          | Спортска хала Калев, Талин Гледаоци: 750 Судије: Срђан Дозај Ингус Бауманис Здравко Рутешић |  |
| 19. март 2018 19:00 | Протокол | Поени: Исаија Бриско 21 Скокови: Кристиан Кангур 9 Асистенције: Исаија Бриско 5 |         | Коти Кларк 23 Коти Кларк 6 Мајка Даунс 5 | Спортска хала Калев, Талин Гледаоци: 750 Судије: Срђан Дозај Ингус Бауманис Здравко Рутешић |  |

| 25. март 2018 12:00 | Протокол | Астана                                                                     | 78 : 84 | Парма                                                   | Сарјарка велодром, Астана Гледаоци: 1.160 Судије: Арнис Озолс Николај Амбросов Танел Суслов |  |
| 25. март 2018 12:00 | Протокол | Четвртине: 20:19, 18:19, 14:26, 26:20                                      |         |                                                         | Сарјарка велодром, Астана Гледаоци: 1.160 Судије: Арнис Озолс Николај Амбросов Танел Суслов |  |
| 25. март 2018 12:00 | Протокол | Поени: Џастин Картер 23 Скокови: Ике Удано 10 Асистенције: Џастин Картер 5 |         | Френк Хејнс 21 Јаник Мореира 17 Коди Милер-Мекинтејр 10 | Сарјарка велодром, Астана Гледаоци: 1.160 Судије: Арнис Озолс Николај Амбросов Танел Суслов |  |

| 25. март 2018 18:00 | Протокол | Цмоки-Минск                                                                          | 70 : 78 | Нижњи Новгород                                   | Минск арена, Минск Гледаоци: 1.363 Судије: Борис Рижик Оскарс Лучис Петр Хруса |  |
| 25. март 2018 18:00 | Протокол | Четвртине: 22:20, 12:23, 15:15, 21:20                                                |         |                                                  | Минск арена, Минск Гледаоци: 1.363 Судије: Борис Рижик Оскарс Лучис Петр Хруса |  |
| 25. март 2018 18:00 | Протокол | Поени: Кристофер Черапович 21 Скокови: Дејвид Кравиш 8 Асистенције: Филип Адамовић 2 |         | Стеван Јеловац 23 Стеван Јеловац 9 Џејкоб Одум 6 | Минск арена, Минск Гледаоци: 1.363 Судије: Борис Рижик Оскарс Лучис Петр Хруса |  |

| 26. март 2018 19:00 | Протокол | Химки                                                                     | 80 : 83 | УНИКС                                    | КЦ Химки, Химки Гледаоци: 1.633 Судије: Илија Белошевић Јакуб Замојски Алексеј Давидов |  |
| 26. март 2018 19:00 | Протокол | Четвртине: 16:18, 15:20, 19:28, 30:17                                     |         |                                          | КЦ Химки, Химки Гледаоци: 1.633 Судије: Илија Белошевић Јакуб Замојски Алексеј Давидов |  |
| 26. март 2018 19:00 | Протокол | Поени: Алексеј Швед 19 Скокови: Ентони Џил 10 Асистенције: Алексеј Швед 6 |         | Џамар Смит 21 Морис Ндур 8 Кино Колом 10 | КЦ Химки, Химки Гледаоци: 1.633 Судије: Илија Белошевић Јакуб Замојски Алексеј Давидов |  |

| 26. март 2018 19:00 | Протокол | ЦСКА                                                                            | 108 : 73 | Јенисеј                                           | УСК ЦСКА, Москва Гледаоци: 1.200 Судије: Семјон Овинов Сергеј Михаилов Алексеј Ревенко |  |
| 26. март 2018 19:00 | Протокол | Четвртине: 29:17, 19:21, 27:12, 33:23                                           |          |                                                   | УСК ЦСКА, Москва Гледаоци: 1.200 Судије: Семјон Овинов Сергеј Михаилов Алексеј Ревенко |  |
| 26. март 2018 19:00 | Протокол | Поени: Лео Вестерман 15 Скокови: Виктор Хрјапа 7 Асистенције: Серхио Родригез 6 |          | Денис Захаров 18 Сулејман Брајмо 7 Забиан Додел 8 | УСК ЦСКА, Москва Гледаоци: 1.200 Судије: Семјон Овинов Сергеј Михаилов Алексеј Ревенко |  |

### Април
| 1. април 2018 15:30 | Протокол | Локомотива Кубањ                                                       | 79 : 78 | Астана                                       | Баскет хол арена, Краснодар Гледаоци: 4.877 Судије: Оскарс Лучис Михаил Проц Андреј Шарапа |  |
| 1. април 2018 15:30 | Протокол | Четвртине: 19:12, 19:18, 24:18, 17:30                                  |         |                                              | Баскет хол арена, Краснодар Гледаоци: 4.877 Судије: Оскарс Лучис Михаил Проц Андреј Шарапа |  |
| 1. април 2018 15:30 | Протокол | Поени: Џо Регланд 29 Скокови: Френк Елегар 5 Асистенције: Џо Регланд 5 |         | Џастин Картер 26 Ике Удано 9 Џастин Картер 5 | Баскет хол арена, Краснодар Гледаоци: 4.877 Судије: Оскарс Лучис Михаил Проц Андреј Шарапа |  |

| 1. април 2018 16:00 | Протокол | Химки                                                                             | 96 : 85 | Калев/Крамо                                   | КЦ Химки, Химки Гледаоци: 1.711 Судије: Јоргис Лавринавичијус Јануш Цалик Јуриј Игњацев |  |
| 1. април 2018 16:00 | Протокол | Четвртине: 24:20, 21:28, 28:18, 23:19                                             |         |                                               | КЦ Химки, Химки Гледаоци: 1.711 Судије: Јоргис Лавринавичијус Јануш Цалик Јуриј Игњацев |  |
| 1. април 2018 16:00 | Протокол | Поени: Чарлс Џенкинс 28 Скокови: Томас Робинсон 11 Асистенције: Стефан Марковић 8 |         | Исаија Бриско 28 Ерик Кедус 6 Исаија Бриско 5 | КЦ Химки, Химки Гледаоци: 1.711 Судије: Јоргис Лавринавичијус Јануш Цалик Јуриј Игњацев |  |

| 1. април 2018 17:00 | Протокол | ВЕФ                                                                         | 94 : 90 | Нижњи Новгород                                     | Арена Рига, Рига Гледаоци: 450 Судије: Петри Ментиле Рајн Перанди Артурас Шукис |  |
| 1. април 2018 17:00 | Протокол | Четвртине: 21:27, 25:19, 29:17, 19:27                                       |         |                                                    | Арена Рига, Рига Гледаоци: 450 Судије: Петри Ментиле Рајн Перанди Артурас Шукис |  |
| 1. април 2018 17:00 | Протокол | Поени: Алекс Перез 27 Скокови: Марекс Мејерис 10 Асистенције: Алекс Перез 6 |         | Стеван Јеловац 20 Стеван Јеловац 9 Иван Стребков 6 | Арена Рига, Рига Гледаоци: 450 Судије: Петри Ментиле Рајн Перанди Артурас Шукис |  |

| 1. април 2018 17:00 | Протокол | Парма                                                                                       | 96 : 73 | Јенисеј                                               | УПС Молот, Перм Судије: Антон Махлин Александар Романов Антон Круглов |  |
| 1. април 2018 17:00 | Протокол | Четвртине: 15:14, 26:15, 34:17, 21:27                                                       |         |                                                       | УПС Молот, Перм Судије: Антон Махлин Александар Романов Антон Круглов |  |
| 1. април 2018 17:00 | Протокол | Поени: Френк Хејнс 18 Скокови: Коди Милер-Мекинтејр 11 Асистенције: Коди Милер-Мекинтејр 11 |         | Сулејман Брајмо 14 Сулејман Брајмо 8 Ентони Хиљиард 4 | УПС Молот, Перм Судије: Антон Махлин Александар Романов Антон Круглов |  |

| 1. април 2018 18:00 | Протокол | Зенит                                                                           | 79 : 93 | Автодор                                        | Спортски центар Јубилејни, Санкт Петербург Гледаоци: 3.300 Судије: Олег Латишев Алексеј Давидов Станислав Валејев |  |
| 1. април 2018 18:00 | Протокол | Четвртине: 16:27, 20:34, 16:20, 27:12                                           |         |                                                | Спортски центар Јубилејни, Санкт Петербург Гледаоци: 3.300 Судије: Олег Латишев Алексеј Давидов Станислав Валејев |  |
| 1. април 2018 18:00 | Протокол | Поени: Кајл Кјурик 18 Скокови: Сергеј Карасјов 6 Асистенције: Сергеј Карасјов 7 |         | Коти Кларк 23 Мајка Даунс 7 Џастин Робинсон 11 | Спортски центар Јубилејни, Санкт Петербург Гледаоци: 3.300 Судије: Олег Латишев Алексеј Давидов Станислав Валејев |  |

| 2. април 2018 19:30 | Протокол | ЦСКА                                                                             | 80 : 63 | УНИКС                                         | УСК ЦСКА, Москва Гледаоци: 2.800 Судије: Олег Латишев Аре Халико Синиша Ерцег |  |
| 2. април 2018 19:30 | Протокол | Четвртине: 23:9, 22:17, 23:25, 12:12                                             |         |                                               | УСК ЦСКА, Москва Гледаоци: 2.800 Судије: Олег Латишев Аре Халико Синиша Ерцег |  |
| 2. април 2018 19:30 | Протокол | Поени: Отело Хантер 14 Скокови: Никита Курбанов 7 Асистенције: Серхио Родригез 7 |         | Трентон Локет 13 Трентон Локет 9 Кино Колом 3 | УСК ЦСКА, Москва Гледаоци: 2.800 Судије: Олег Латишев Аре Халико Синиша Ерцег |  |

| 5. април 2018 18:00 | Протокол | Автодор                                                                    | 78 : 80 | УНИКС                                            | СП Кристал, Саратов Гледаоци: 2.670 Судије: Ингус Бауманис Сергеј Михаилов Александар Романов |  |
| 5. април 2018 18:00 | Протокол | Четвртине: 25:18, 27:23, 11:18, 15:21                                      |         |                                                  | СП Кристал, Саратов Гледаоци: 2.670 Судије: Ингус Бауманис Сергеј Михаилов Александар Романов |  |
| 5. април 2018 18:00 | Протокол | Поени: Коти Кларк 22 Скокови: Коти Кларк 7 Асистенције: Џастин Робинсон 10 |         | Стефан Лазме 17 Стефан Лазме 9 Антон Понкрашов 9 | СП Кристал, Саратов Гледаоци: 2.670 Судије: Ингус Бауманис Сергеј Михаилов Александар Романов |  |

| 5. април 2018 19:30 | Протокол | Парма                                                                          | 80 : 82 | Нижњи Новгород                                    | УПС Молот, Перм Гледаоци: 3.576 Судије: Алексеј Давидов Сергеј Круг Јуриј Зинкевич |  |
| 5. април 2018 19:30 | Протокол | Четвртине: 23:26, 19:21, 15:20, 23:15                                          |         |                                                   | УПС Молот, Перм Гледаоци: 3.576 Судије: Алексеј Давидов Сергеј Круг Јуриј Зинкевич |  |
| 5. април 2018 19:30 | Протокол | Поени: Коди Милер-Мекинтејр 27 Скокови: Тре Маклин 6 Асистенције: Тре Маклин 7 |         | Стеван Јеловац 24 Стеван Јеловац 10 Џејкоб Одум 4 | УПС Молот, Перм Гледаоци: 3.576 Судије: Алексеј Давидов Сергеј Круг Јуриј Зинкевич |  |

| 7. април 2018 17:30 | Протокол | Зенит                                                                          | 79 : 78 | Локомотива Кубањ                            | Спортски центар Јубилејни, Санкт Петербург Гледаоци: 3.165 Судије: Петри Ментиле Игор Драгојевић Семјон Овинов |  |
| 7. април 2018 17:30 | Протокол | Четвртине: 22:17, 19:24, 18:25, 20:12                                          |         |                                             | Спортски центар Јубилејни, Санкт Петербург Гледаоци: 3.165 Судије: Петри Ментиле Игор Драгојевић Семјон Овинов |  |
| 7. април 2018 17:30 | Протокол | Поени: Сергеј Карасјов 17 Скокови: Дру Гордон 9 Асистенције: Сергеј Карасјов 4 |         | Џо Регланд 15 Френк Елегар 6 Марди Колинс 4 | Спортски центар Јубилејни, Санкт Петербург Гледаоци: 3.165 Судије: Петри Ментиле Игор Драгојевић Семјон Овинов |  |

| 8. април 2018 12:00 | Протокол | Јенисеј                                                                          | 90 : 76 | Астана                                    | Арена Север, Краснојарск Гледаоци: 500 Судије: Мартињш Козловскис Марек Малишевски Александар Сирица |  |
| 8. април 2018 12:00 | Протокол | Четвртине: 21:18, 29:24, 24:15, 16:19                                            |         |                                           | Арена Север, Краснојарск Гледаоци: 500 Судије: Мартињш Козловскис Марек Малишевски Александар Сирица |  |
| 8. април 2018 12:00 | Протокол | Поени: Сулејман Брајмо 18 Скокови: Сулејман Брајмо 6 Асистенције: Забиан Додел 7 |         | Ике Удано 17 Ике Удано 11 Џастин Картер 4 | Арена Север, Краснојарск Гледаоци: 500 Судије: Мартињш Козловскис Марек Малишевски Александар Сирица |  |

| 8. април 2018 17:00 | Протокол | Калев/Крамо                                                                           | 80 : 85 | Цмоки-Минск                                                | Саку Сурхаљ, Талин Гледаоци: 900 Судије: Роберт Виклицкиј Антон Махлин Иља Путенко |  |
| 8. април 2018 17:00 | Протокол | Четвртине: 19:20, 22:18, 17:14, 15:21                                                 |         |                                                            | Саку Сурхаљ, Талин Гледаоци: 900 Судије: Роберт Виклицкиј Антон Махлин Иља Путенко |  |
| 8. април 2018 17:00 | Протокол | Поени: Бојан Суботић 20 Скокови: Томас ван дер Марс 9 Асистенције: Бранко Мирковић 10 |         | Кристофер Черапович 24 Никита Мешчерјаков 6 Девон Садлер 6 | Саку Сурхаљ, Талин Гледаоци: 900 Судије: Роберт Виклицкиј Антон Махлин Иља Путенко |  |

| 8. април 2018 18:00 | Протокол | УНИКС                                                                | 89 : 81 | ВЕФ                                               | Баскет хол, Казањ Гледаоци: 3.264 Судије: Петри Ментиле Игор Драгојевић Дариуш Запољски |  |
| 8. април 2018 18:00 | Протокол | Четвртине: 24:20, 26:27, 19:20, 20:14                                |         |                                                   | Баскет хол, Казањ Гледаоци: 3.264 Судије: Петри Ментиле Игор Драгојевић Дариуш Запољски |  |
| 8. април 2018 18:00 | Протокол | Поени: Кино Колом 18 Скокови: Кино Колом 5 Асистенције: Кино Колом 8 |         | Каспарс Берзињш 29 Марекс Мејерис 7 Алекс Перез 9 | Баскет хол, Казањ Гледаоци: 3.264 Судије: Петри Ментиле Игор Драгојевић Дариуш Запољски |  |

| 9. април 2018 19:00 | Протокол | Нижњи Новгород                                                                    | 90 : 104 | ЦСКА                                              | ПС Нижњи Новгород, Нижњи Новгород Гледаоци: 2.598 Судије: Ингус Бауманис Сергеј Михаилов Станислав Валејев |  |
| 9. април 2018 19:00 | Протокол | Четвртине: 24:20, 21:32, 22:29, 23:23                                             |          |                                                   | ПС Нижњи Новгород, Нижњи Новгород Гледаоци: 2.598 Судије: Ингус Бауманис Сергеј Михаилов Станислав Валејев |  |
| 9. април 2018 19:00 | Протокол | Поени: Максим Григоријев 16 Скокови: Иља Попов 5 Асистенције: Максим Григоријев 6 |          | Нандо де Коло 21 Вил Клајберн 9 Серхио Родригез 7 | ПС Нижњи Новгород, Нижњи Новгород Гледаоци: 2.598 Судије: Ингус Бауманис Сергеј Михаилов Станислав Валејев |  |

| 9. април 2018 19:30 | Протокол | Химки                                                                        | 90 : 87 | Парма                                                         | КЦ Химки, Химки Гледаоци: 1.443 Судије: Семјон Овинов Иља Путенко Иван Бахтеев |  |
| 9. април 2018 19:30 | Протокол | Четвртине: 26:22, 24:17, 23:26, 17:22                                        |         |                                                               | КЦ Химки, Химки Гледаоци: 1.443 Судије: Семјон Овинов Иља Путенко Иван Бахтеев |  |
| 9. април 2018 19:30 | Протокол | Поени: Малколм Томас 26 Скокови: Малколм Томас 8 Асистенције: Алексеј Швед 8 |         | Френк Хејнс 27 Коди Милер-Мекинтејр 8 Коди Милер-Мекинтејр 10 | КЦ Химки, Химки Гледаоци: 1.443 Судије: Семјон Овинов Иља Путенко Иван Бахтеев |  |

| 11. април 2018 19:00 | Протокол | Калев/Крамо                                                                     | 95 : 105 | ЦСКА                                              | Саку Сурхаљ, Талин Гледаоци: 2.800 Судије: Томаш Травицки Андрис Аункрогерс Александар Сирица |  |
| 11. април 2018 19:00 | Протокол | Четвртине: 25:20, 29:26, 13:30, 28:29                                           |          |                                                   | Саку Сурхаљ, Талин Гледаоци: 2.800 Судије: Томаш Травицки Андрис Аункрогерс Александар Сирица |  |
| 11. април 2018 19:00 | Протокол | Поени: Кристјан Кангур 20 Скокови: Јанари Јоесар 8 Асистенције: Мартин Дорбек 7 |          | Отело Хантер 18 Никита Курбанов 7 Нандо де Коло 8 | Саку Сурхаљ, Талин Гледаоци: 2.800 Судије: Томаш Травицки Андрис Аункрогерс Александар Сирица |  |

| 12. април 2018 19:00 | Протокол | Цмоки-Минск                                             | 79 : 82 | Химки                                                 | Минск арена, Минск Гледаоци: 1.201 Судије: Аре Халико Мартињш Козловскис Марек Малишевски |  |
| 12. април 2018 19:00 | Протокол | Четвртине: 25:20, 12:23, 10:14, 32:25                   |         |                                                       | Минск арена, Минск Гледаоци: 1.201 Судије: Аре Халико Мартињш Козловскис Марек Малишевски |  |
| 12. април 2018 19:00 | Протокол | Поени: Кристофер Черапович 33 Скокови: Дејвид Кравиш 12 |         | Андреј Зубков 22 Вјачеслав Зајцев 6 Стефан Марковић 5 | Минск арена, Минск Гледаоци: 1.201 Судије: Аре Халико Мартињш Козловскис Марек Малишевски |  |

| 15. април 2018 16:00 | Протокол | Автодор                                                                        | 104 : 82 | Цмоки-Минск                                        | СП Кристал, Саратов Гледаоци: 2.977 Судије: Рајн Перанди Михаил Проц Андрис Аункрогерс |  |
| 15. април 2018 16:00 | Протокол | Четвртине: 29:23, 24:27, 25:14, 26:18                                          |          |                                                    | СП Кристал, Саратов Гледаоци: 2.977 Судије: Рајн Перанди Михаил Проц Андрис Аункрогерс |  |
| 15. април 2018 16:00 | Протокол | Поени: Бренден Фрејзер 25 Скокови: Коти Кларк 8 Асистенције: Џастин Робинсон 8 |          | Девон Садлер 22 Никита Мешчерјаков 5 Џастин Греј 7 | СП Кристал, Саратов Гледаоци: 2.977 Судије: Рајн Перанди Михаил Проц Андрис Аункрогерс |  |

| 15. април 2018 18:00 | Протокол | УНИКС                                                                  | 90 : 75 | Астана                                        | Баскет хол, Казањ Гледаоци: 3.863 Судије: Роберт Виклицкиј Артурас Шукис Јоханес Сарекоски |  |
| 15. април 2018 18:00 | Протокол | Четвртине: 23:27, 18:26, 25:14, 24:8                                   |         |                                               | Баскет хол, Казањ Гледаоци: 3.863 Судије: Роберт Виклицкиј Артурас Шукис Јоханес Сарекоски |  |
| 15. април 2018 18:00 | Протокол | Поени: Кино Колом 18 Скокови: Стефан Лазме 9 Асистенције: Кино Колом 6 |         | Џастин Картер 23 Ике Удано 11 Џастин Картер 4 | Баскет хол, Казањ Гледаоци: 3.863 Судије: Роберт Виклицкиј Артурас Шукис Јоханес Сарекоски |  |

| 15. април 2018 18:00 | Протокол | Нижњи Новгород                                                                    | 79 : 85 | Јенисеј                                          | ПС Нижњи Новгород, Нижњи Новгород Гледаоци: 1.421 Судије: Иља Путенко Антон Махлин Александар Романов |  |
| 15. април 2018 18:00 | Протокол | Четвртине: 13:26, 26:19, 18:18, 22:22                                             |         |                                                  | ПС Нижњи Новгород, Нижњи Новгород Гледаоци: 1.421 Судије: Иља Путенко Антон Махлин Александар Романов |  |
| 15. април 2018 18:00 | Протокол | Поени: Димитриј Узинскиј 16 Скокови: Стеван Јеловац 11 Асистенције: Џејкоб Одум 4 |         | Забиан Додел 23 Сулејман Брајмо 7 Забиан Додел 7 | ПС Нижњи Новгород, Нижњи Новгород Гледаоци: 1.421 Судије: Иља Путенко Антон Махлин Александар Романов |  |

| 16. април 2018 20:00 | Протокол | Зенит                                                                          | 85 : 80 | Калев/Крамо                                           | Сибур арена, Санкт Петербург Гледаоци: 1.780 Судије: Марчин Ковалски Оскарс Лучис Јоханес Сарекоски |  |
| 16. април 2018 20:00 | Протокол | Четвртине: 19:21, 21:26, 18:18, 27:15                                          |         |                                                       | Сибур арена, Санкт Петербург Гледаоци: 1.780 Судије: Марчин Ковалски Оскарс Лучис Јоханес Сарекоски |  |
| 16. април 2018 20:00 | Протокол | Поени: Сергеј Карасјов 22 Скокови: Дру Гордон 17 Асистенције: Малколм Грифин 8 |         | Бојан Суботић 24 Кристјан Кангур 10 Бранко Мирковић 7 | Сибур арена, Санкт Петербург Гледаоци: 1.780 Судије: Марчин Ковалски Оскарс Лучис Јоханес Сарекоски |  |

| 22. април 2018 12:00 | Протокол | Астана                                                                          | 102 : 92 | Калев/Крамо                                         | Сарјарка велодром, Астана Гледаоци: 1.401 Судије: Томаш Травицки Ингус Бауманис Јуриј Зинкевич |  |
| 22. април 2018 12:00 | Протокол | Четвртине: 24:16, 26:19, 28:25, 24:32                                           |          |                                                     | Сарјарка велодром, Астана Гледаоци: 1.401 Судије: Томаш Травицки Ингус Бауманис Јуриј Зинкевич |  |
| 22. април 2018 12:00 | Протокол | Поени: Малколм Грант 32 Скокови: Ике Удано 10 Асистенције: Леонидас Каселакис 8 |          | Исаија Бриско 24 Јанари Јоесаар 6 Бранко Мирковић 6 | Сарјарка велодром, Астана Гледаоци: 1.401 Судије: Томаш Травицки Ингус Бауманис Јуриј Зинкевич |  |

| 22. април 2018 16:00 | Протокол | Локомотива Кубањ                                                             | 94 : 64 | Парма                                 | Баскет хол, Краснодар Гледаоци: 3.419 Судије: Иља Путенко Антон Махлин Антон Круглов |  |
| 22. април 2018 16:00 | Протокол | Четвртине: 30:20, 25:18, 23:16, 16:10                                        |         |                                       | Баскет хол, Краснодар Гледаоци: 3.419 Судије: Иља Путенко Антон Махлин Антон Круглов |  |
| 22. април 2018 16:00 | Протокол | Поени: Џо Регланд 16 Скокови: Јонас Мачијулис 12 Асистенције: Тревор Лејси 9 |         | Френк Хејнс 19 Тре Маклин 6 Иван Ухов | Баскет хол, Краснодар Гледаоци: 3.419 Судије: Иља Путенко Антон Махлин Антон Круглов |  |

| 22. април 2018 12:00 | Протокол | Јенисеј                                                                       | 89 : 93 | УНИКС                                    | Арена Север, Краснојарск Гледаоци: 650 Судије: Сергеј Круг Сергеј Михаилов Алексеј Ревенко |  |
| 22. април 2018 12:00 | Протокол | Четвртине: 18:25, 24:27, 28:22, 19:19                                         |         |                                          | Арена Север, Краснојарск Гледаоци: 650 Судије: Сергеј Круг Сергеј Михаилов Алексеј Ревенко |  |
| 22. април 2018 12:00 | Протокол | Поени: Забиан Додел 27 Скокови: Сулејман Брајмо 6 Асистенције: Забиан Додел 7 |         | Џамар Смит 16 Мелвин Еџим 7 Кино Колом 7 | Арена Север, Краснојарск Гледаоци: 650 Судије: Сергеј Круг Сергеј Михаилов Алексеј Ревенко |  |

| 22. април 2018 17:00 | Протокол | Автодор                                                                         | 89 : 84 | ВЕФ                                        | СП Кристал, Саратов Гледаоци: 2.750 Судије: Петри Ментиле Аре Халико Андреј Шарапа |  |
| 22. април 2018 17:00 | Протокол | Четвртине: 15:20, 21:9, 17:26, 23:21                                            |         |                                            | СП Кристал, Саратов Гледаоци: 2.750 Судије: Петри Ментиле Аре Халико Андреј Шарапа |  |
| 22. април 2018 17:00 | Протокол | Поени: Бренден Фрејзер 28 Скокови: Коти Кларк 10 Асистенције: Џастин Робинсон 9 |         | Пол Картер 26 Марекс Мејерис 8 Кен Браун 9 | СП Кристал, Саратов Гледаоци: 2.750 Судије: Петри Ментиле Аре Халико Андреј Шарапа |  |

| 22. април 2018 17:00 | Протокол | Нижњи Новгород                                                                | 100 : 90 | Зенит                                        | ПС Нижњи Новгород, Нижњи Новгород Гледаоци: 1.651 Судије: Рајн Перанди Семјон Овинов Алексеј Давидов |  |
| 22. април 2018 17:00 | Протокол | Четвртине: 29:20, 31:22, 23:28, 17:20                                         |          |                                              | ПС Нижњи Новгород, Нижњи Новгород Гледаоци: 1.651 Судије: Рајн Перанди Семјон Овинов Алексеј Давидов |  |
| 22. април 2018 17:00 | Протокол | Поени: Стеван Јеловац 25 Скокови: Стеван Јеловац 6 Асистенције: Џејкоб Одум 4 |          | Кајл Кјурик 23 Дру Гордон 6 Малколм Грифин 4 | ПС Нижњи Новгород, Нижњи Новгород Гледаоци: 1.651 Судије: Рајн Перанди Семјон Овинов Алексеј Давидов |  |

| 26. април 2018 15:30 | Протокол | Јенисеј                                                                           | 84 : 104 | Зенит                                           | Арена Север, Краснојарск Гледаоци: 600 Судије: Јоргис Лавринавичијус Јуриј Зинкевич Антон Круглов |  |
| 26. април 2018 15:30 | Протокол | Четвртине: 22:29, 31:27, 17:21, 14:27                                             |          |                                                 | Арена Север, Краснојарск Гледаоци: 600 Судије: Јоргис Лавринавичијус Јуриј Зинкевич Антон Круглов |  |
| 26. април 2018 15:30 | Протокол | Поени: Сулејман Брајмо 20 Скокови: Сулејман Брајмо 8 Асистенције: Забиан Додел 11 |          | Кајл Кјурик 34 Скот Рејнолдс 7 Скот Рејнолдс 11 | Арена Север, Краснојарск Гледаоци: 600 Судије: Јоргис Лавринавичијус Јуриј Зинкевич Антон Круглов |  |

| 26. април 2018 19:30 | Протокол | ВЕФ                                                                           | 69 : 71 | Локомотива Кубањ                                | Арена Рига, Рига Гледаоци: 600 Судије: Синиша Ерцег Дариуш Запољски Јуриј Игњацев |  |
| 26. април 2018 19:30 | Протокол | Четвртине: 22:19, 20:17, 15:20, 12:15                                         |         |                                                 | Арена Рига, Рига Гледаоци: 600 Судије: Синиша Ерцег Дариуш Запољски Јуриј Игњацев |  |
| 26. април 2018 19:30 | Протокол | Поени: Алекс Перез 18 Скокови: Марекс Мејерис 7 Асистенције: Марекс Мејерис 4 |         | Џо Регланд 18 Френк Елегар 9 Димитриј Кулагин 5 | Арена Рига, Рига Гледаоци: 600 Судије: Синиша Ерцег Дариуш Запољски Јуриј Игњацев |  |

| 29. април 2018 12:00 | Протокол | Јенисеј                                                                         | 91 : 80 | Цмоки-Минск                                          | Арена Север, Краснојарск Гледаоци: 400 Судије: Петри Ментиле Војцех Лишка Јоханес Сарекоски |  |
| 29. април 2018 12:00 | Протокол | Четвртине: 22:12, 19:21, 20:23, 30:24                                           |         |                                                      | Арена Север, Краснојарск Гледаоци: 400 Судије: Петри Ментиле Војцех Лишка Јоханес Сарекоски |  |
| 29. април 2018 12:00 | Протокол | Поени: Мартинш Мејерс 21 Скокови: Мартинш Мејерс 12 Асистенције: Забиан Додел 6 |         | Кристофер Черапович 21 Дејвид Кравиш 11 Девон Садлер | Арена Север, Краснојарск Гледаоци: 400 Судије: Петри Ментиле Војцех Лишка Јоханес Сарекоски |  |

| 29. април 2018 15:30 | Протокол | Парма                                                                                      | 94 : 96 | Автодор                                       | УПС Молот, Перм Гледаоци: 4.416 Судије: Алексеј Давидов Семјон Овинов Александар Романов |  |
| 29. април 2018 15:30 | Протокол | Четвртине: 29:30, 18:20, 22:15, 17:21                                                      |         |                                               | УПС Молот, Перм Гледаоци: 4.416 Судије: Алексеј Давидов Семјон Овинов Александар Романов |  |
| 29. април 2018 15:30 | Протокол | Поени: Тре Маклин 18 Скокови: Коди Милер-Мекинтејр 10 Асистенције: Коди Милер-Мекинтејр 16 |         | Коти Кларк 36 Коти Кларк 17 Џастин Робинсон 6 | УПС Молот, Перм Гледаоци: 4.416 Судије: Алексеј Давидов Семјон Овинов Александар Романов |  |

| 29. април 2018 18:00 | Протокол | УНИКС                                                                          | 99 : 93 | Нижњи Новгород                                      | Баскет-холл, Казањ Гледаоци: 3.480 Судије: Иља Путенко Сергеј Круг Јуриј Зинкевич |  |
| 29. април 2018 18:00 | Протокол | Четвртине: 22:22, 17:29, 24:15, 21:18                                          |         |                                                     | Баскет-холл, Казањ Гледаоци: 3.480 Судије: Иља Путенко Сергеј Круг Јуриј Зинкевич |  |
| 29. април 2018 18:00 | Протокол | Поени: Стефан Лазме 27 Скокови: Евгениј Колесников 9 Асистенције: Кино Колом 7 |         | Стеван Јеловац 22 Стеван Јеловац 14 Иван Стребков 3 | Баскет-холл, Казањ Гледаоци: 3.480 Судије: Иља Путенко Сергеј Круг Јуриј Зинкевич |  |

| 30. април 2018 19:30 | Протокол | ВЕФ                                                                 | 89 : 77 | Астана                                       | Арена Рига, Рига Гледаоци: 600 Судије: Јaкуб Замојски Рајн Перанди Антон Махлин |  |
| 30. април 2018 19:30 | Протокол | Четвртине: 20:15, 27:17, 21:22, 21:23                               |         |                                              | Арена Рига, Рига Гледаоци: 600 Судије: Јaкуб Замојски Рајн Перанди Антон Махлин |  |
| 30. април 2018 19:30 | Протокол | Поени: Кен Браун 19 Скокови: Пол Картер 8 Асистенције: Кен Браун 10 |         | Џастин Картер 20 Ике Удано 7 Џастин Картер 7 | Арена Рига, Рига Гледаоци: 600 Судије: Јaкуб Замојски Рајн Перанди Антон Махлин |  |

### Мај
| 4. маj 2018 16:00 | Протокол | Парма                                                                                   | 81 : 88 | УНИКС                                      | УПС Молот, Перм Гледаоци: 3.517 Судије: Ингус Бауманис Александар Сирица Станислав Валејев |  |
| 4. маj 2018 16:00 | Протокол | Четвртине: 18:22, 18:19, 22:24, 23:23                                                   |         |                                            | УПС Молот, Перм Гледаоци: 3.517 Судије: Ингус Бауманис Александар Сирица Станислав Валејев |  |
| 4. маj 2018 16:00 | Протокол | Поени: Коди Милер-Мекинтејр 28 Скокови: Иван Ухов 6 Асистенције: Коди Милер-Мекинтејр 4 |         | Џамар Смит 16 Трентон Локет 7 Џамар Смит 4 | УПС Молот, Перм Гледаоци: 3.517 Судије: Ингус Бауманис Александар Сирица Станислав Валејев |  |

| 5. мај 2018 15:00 | Протокол | Локомотива Кубањ                                                                     | 106 : 57 | Енисеј                                              | Баскет хол арена, Краснодар Гледаоци: 3.129 Судије: Семјон Овинов Сергеј Михаилов Максим Житлухин |  |
| 5. мај 2018 15:00 | Протокол | Четвртине: 25:10, 20:21, 29:11, 32:15                                                |          |                                                     | Баскет хол арена, Краснодар Гледаоци: 3.129 Судије: Семјон Овинов Сергеј Михаилов Максим Житлухин |  |
| 5. мај 2018 15:00 | Протокол | Поени: Јонас Мачијулис 22 Скокови: Јонас Мачијулис 9 Асистенције: Димитриј Хвостов 5 |          | Сулејман Брајмо 12 Сулејман Брајмо 6 Забиан Додел 4 | Баскет хол арена, Краснодар Гледаоци: 3.129 Судије: Семјон Овинов Сергеј Михаилов Максим Житлухин |  |

| 5. мај 2018 16:00 | Протокол | Автодор                                                                    | 104 : 92 | Химки                                               | СП Кристал, Саратов Гледаоци: 2.870 Судије: Петр Паштусјак Оскарс Лучис Иља Путенко |  |
| 5. мај 2018 16:00 | Протокол | Четвртине: 27:24, 20:24, 26:27, 31:17                                      |          |                                                     | СП Кристал, Саратов Гледаоци: 2.870 Судије: Петр Паштусјак Оскарс Лучис Иља Путенко |  |
| 5. мај 2018 16:00 | Протокол | Поени: Коти Кларк 30 Скокови: Коти Кларк 7 Асистенције: Џастин Робинсон 12 |          | Чарлс Џенкинс 18 Тајлер Ханикат 11 Тајлер Ханикат 8 | СП Кристал, Саратов Гледаоци: 2.870 Судије: Петр Паштусјак Оскарс Лучис Иља Путенко |  |

| 5. мај 2018 17:00 | Протокол | ЦСКА                                                                                  | 100 : 84 | Зенит                                             | УСК ЦСКА, Москва Гледаоци: 3.700 Судије: Петри Ментиле Синиша Ерцег Ингус Бауманис |  |
| 5. мај 2018 17:00 | Протокол | Четвртине: 24:25, 32:24, 22:15, 22:20                                                 |          |                                                   | УСК ЦСКА, Москва Гледаоци: 3.700 Судије: Петри Ментиле Синиша Ерцег Ингус Бауманис |  |
| 5. мај 2018 17:00 | Протокол | Поени: Серхио Родригез 19 Скокови: Андреј Воронцевич 4 Асистенције: Серхио Родригез 8 |          | Кајл Кјурик 13 Евгениј Валијев 6 Малколм Грифин 7 | УСК ЦСКА, Москва Гледаоци: 3.700 Судије: Петри Ментиле Синиша Ерцег Ингус Бауманис |  |

| 5. мај 2018 18:00 | Протокол | Цмоки-Минск                                                                   | 84 : 77 | ВЕФ                                             | Минск арена, Минск Гледаоци: 1.311 Судије: Борис Рижик Алексеј Давидов Артурас Шукис |  |
| 5. мај 2018 18:00 | Протокол | Четвртине: 20:18, 21:24, 19:12, 24:23                                         |         |                                                 | Минск арена, Минск Гледаоци: 1.311 Судије: Борис Рижик Алексеј Давидов Артурас Шукис |  |
| 5. мај 2018 18:00 | Протокол | Поени: Дејвид Кравиш 26 Скокови: Дејвид Кравиш 12 Асистенције: Девон Садлер 8 |         | Алекс Перез 22 Арнолдс Хелманис 6 Алекс Перез 9 | Минск арена, Минск Гледаоци: 1.311 Судије: Борис Рижик Алексеј Давидов Артурас Шукис |  |

| 8. мај 2018 19:00 | Протокол | Нижњи Новгород                                                                   | 84 : 82 | Автодор                                      | ПС Нижњи Новгород, Нижњи Новгород Гледаоци: 1.607 Судије: Томаш Травицки Томас Јасевичијус Антон Махлин |  |
| 8. мај 2018 19:00 | Протокол | Четвртине: 24:23, 23:18, 16:23, 21:18                                            |         |                                              | ПС Нижњи Новгород, Нижњи Новгород Гледаоци: 1.607 Судије: Томаш Травицки Томас Јасевичијус Антон Махлин |  |
| 8. мај 2018 19:00 | Протокол | Поени: Стеван Јеловац 27 Скокови: Димитриј Узинскиј 9 Асистенције: Џејкоб Одум 4 |         | Коти Кларк 21 Коти Кларк 8 Бренден Фрејзер 4 | ПС Нижњи Новгород, Нижњи Новгород Гледаоци: 1.607 Судије: Томаш Травицки Томас Јасевичијус Антон Махлин |  |

| 9. мај 2018 16:00 | Протокол | Зенит                                                                             | 82 : 99 | УНИКС                                     | Сибур арена, Санкт Петербург Гледаоци: 4.213 Судије: Олег Латишев Аре Халико Семјон Овинов |  |
| 9. мај 2018 16:00 | Протокол | Четвртине: 27:22, 23:29, 14:24, 18:24                                             |         |                                           | Сибур арена, Санкт Петербург Гледаоци: 4.213 Судије: Олег Латишев Аре Халико Семјон Овинов |  |
| 9. мај 2018 16:00 | Протокол | Поени: Сергеј Карасјов 19 Скокови: Евгениј Валијев 5 Асистенције: Скот Рејнолдс 8 |         | Мелвин Еџим 16 Мелвин Еџим 5 Кино Колом 8 | Сибур арена, Санкт Петербург Гледаоци: 4.213 Судије: Олег Латишев Аре Халико Семјон Овинов |  |

| 9. мај 2018 16:00 | Протокол | Химки                                                                        | 83 : 90 | Локомотива Кубањ                               | КЦ Химки, Химки Гледаоци: 2.906 Судије: Сретен Радовић Роберт Виклицких Алексех Давидов |  |
| 9. мај 2018 16:00 | Протокол | Четвртине: 21:31, 15:27, 15:22, 32:10                                        |         |                                                | КЦ Химки, Химки Гледаоци: 2.906 Судије: Сретен Радовић Роберт Виклицких Алексех Давидов |  |
| 9. мај 2018 16:00 | Протокол | Поени: Алексеј Швед 25 Скокови: Тајлер Ханикат 6 Асистенције: Алексеј Швед 5 |         | Крис Беб 22 Френк Елегар 11 Димитриј Хвостов 8 | КЦ Химки, Химки Гледаоци: 2.906 Судије: Сретен Радовић Роберт Виклицких Алексех Давидов |  |

| 12. мај 2018 15:30 | Протокол | Парма                                                                      | 76 : 111 | ЦСКА                                                | УПС Молот, Перм Гледаоци: 5.619 Судије: Роберт Виклицкиј Сергеј Михаилов Јуриј Зинкевич |  |
| 12. мај 2018 15:30 | Протокол | Четвртине: 19:33, 19:31, 17:26, 21:21                                      |          |                                                     | УПС Молот, Перм Гледаоци: 5.619 Судије: Роберт Виклицкиј Сергеј Михаилов Јуриј Зинкевич |  |
| 12. мај 2018 15:30 | Протокол | Поени: Френк Хејнс 26 Скокови: Андрејс Гражулис 9 Асистенције: Иван Ухов 7 |          | Семјон Антонов 18 Никита Курбанов 5 Серхио Родригез | УПС Молот, Перм Гледаоци: 5.619 Судије: Роберт Виклицкиј Сергеј Михаилов Јуриј Зинкевич |  |

| 12. мај 2018 12:00 | Протокол | Астана                                                                      | 75 : 92 | Автодор                                             | Сарјарка велодром, Астана Гледаоци: 917 Судије: Аре Халико Мартињш Козловскис Андреј Шарапа |  |
| 12. мај 2018 12:00 | Протокол | Четвртине: 19:23, 20:18, 17:21, 19:30                                       |         |                                                     | Сарјарка велодром, Астана Гледаоци: 917 Судије: Аре Халико Мартињш Козловскис Андреј Шарапа |  |
| 12. мај 2018 12:00 | Протокол | Поени: Малколм Грант 22 Скокови: Ике Удано 10 Асистенције: Ентони Клемонс 7 |         | Коти Кларк 30 Артјом Клименко 10 Џастин Робинсон 12 | Сарјарка велодром, Астана Гледаоци: 917 Судије: Аре Халико Мартињш Козловскис Андреј Шарапа |  |

| 12. мај 2018 12:00 | Протокол | Јенисеј                                                                            | 84 : 89 | Химки                                         | Арена Север, Краснојарск Гледаоци: 700 Судије: Антон Махлин Сергеј Круг Антон Круглов |  |
| 12. мај 2018 12:00 | Протокол | Четвртине: 21:28, 29:21, 18:8, 16:32                                               |         |                                               | Арена Север, Краснојарск Гледаоци: 700 Судије: Антон Махлин Сергеј Круг Антон Круглов |  |
| 12. мај 2018 12:00 | Протокол | Поени: Сулејман Брајмо 16 Скокови: Сулејман Брајмо 9 Асистенције: Ентони Хиљиард 6 |         | Андреј Зубков 27 Сергеј Моња 6 Егор Вјаљцев 7 | Арена Север, Краснојарск Гледаоци: 700 Судије: Антон Махлин Сергеј Круг Антон Круглов |  |

| 12. мај 2018 18:00 | Протокол | Нижњи Новгород                                                                 | 92 : 86 | Локомотива Кубањ                             | ПС Нижњи Новгород, Нижњи Новгород Гледаоци: 1.812 Судије: Марчин Ковалски Александар Сирица Александар Романов |  |
| 12. мај 2018 18:00 | Протокол | Четвртине: 17:23, 18:19, 20:19, 21:15                                          |         |                                              | ПС Нижњи Новгород, Нижњи Новгород Гледаоци: 1.812 Судије: Марчин Ковалски Александар Сирица Александар Романов |  |
| 12. мај 2018 18:00 | Протокол | Поени: Артјом Комолов 17 Скокови: Иван Стребков 4 Асистенције: Иван Стребков 8 |         | Брајан Квал 17 Френк Елегар 6 Марди Колинс 5 | ПС Нижњи Новгород, Нижњи Новгород Гледаоци: 1.812 Судије: Марчин Ковалски Александар Сирица Александар Романов |  |

| 12. мај 2018 18:00 | Протокол | Зенит                                                                           | 83 : 76 | Цмоки-Минск                                      | Спортски центар Јубилејни, Санкт-Петербург Гледаоци: 1.986 Судије: Игор Драгојевић Оскарс Лучис Рајн Перанди |  |
| 12. мај 2018 18:00 | Протокол | Четвртине: 24:17, 29:21, 19:26, 11:12                                           |         |                                                  | Спортски центар Јубилејни, Санкт-Петербург Гледаоци: 1.986 Судије: Игор Драгојевић Оскарс Лучис Рајн Перанди |  |
| 12. мај 2018 18:00 | Протокол | Поени: Марко Симоновић 23 Скокови: Кајл Кјурик 10 Асистенције: Скот Рејнолдс 10 |         | Дејвид Кравиш 15 Дејвид Кравиш 13 Девон Садлер 8 | Спортски центар Јубилејни, Санкт-Петербург Гледаоци: 1.986 Судије: Игор Драгојевић Оскарс Лучис Рајн Перанди |  |

## Плеј-оф
Плеј-оф серија се игра на три добијене утакмице, а предност домаћег терена одређена је по систему 2-2-1.

### Четвртфинале
|    | Екипа 1          | Рез. | Екипа 2         | 1. утакмица | 2. утакмица | 3. утакмица | 4. утакмица | 5. утакмица |
| -- | ---------------- | ---- | --------------- | ----------- | ----------- | ----------- | ----------- | ----------- |
| 1. | ЦСКА Москва      | 3-0  | ВЕФ             | 112:83      | 100:80      | 99:73       |             |             |
| 2. | Зенит            | 3-0  | Автодор Саратов | 91:80       | 79:73       | 90:78       |             |             |
| 3. | УНИКС            | 3-1  | Нижњи Новгород  | 84:66       | 74: 77      | 95:94       | 101:86      |             |
| 4. | Локомотива Кубањ | 0-3  | Химки           | 66: 79      | 72: 77      | 73: 86      |             |             |

## Фајнал-фор
|  | Полуфинале  | Полуфинале |             |    | Финале | Финале |
|  |             |            |             |    |        |        |
|  | 8. јун      |            |             |    |        |        |
|  |             |            |             |    |        |        |
|  | ЦСКА Москва | 84         |             |    |        |        |
|  | ЦСКА Москва | 84         | 10. јун     |    |        |        |
|  | Зенит       | 67         |             |    |        |        |
|  | Зенит       | 67         | ЦСКА Москва | 95 |        |        |
|  | 8. јун      |            | ЦСКА Москва | 95 |        |        |
|  |             | Химки      | 84          |    |        |        |
|  | УНИКС       | Химки      | 84          | 71 |        |        |
|  | УНИКС       |            |             | 71 |        |        |
|  | Химки       | 76         |             |    |        |        |
|  | Химки       | 76         |             |    |        |        |

### Полуфинале
|    | Екипа 1     | Рез.   | Екипа 2 |
| -- | ----------- | ------ | ------- |
| 1. | ЦСКА Москва | 84-67  | Зенит   |
| 2. | УНИКС       | 71- 76 | Химки   |

### Утакмица за 3. место
|    | Екипа 1 | Рез.  | Екипа 2 |
| -- | ------- | ----- | ------- |
| 1. | УНИКС   | 79-93 | Зенит   |

### Финале
|    | Екипа 1     | Рез.  | Екипа 2 |
| -- | ----------- | ----- | ------- |
| 1. | ЦСКА Москва | 95-84 | Химки   |

| Првак ВТБ јунајтед лиге 2017/18.                   |
| -------------------------------------------------- |
| ЦСКА Русија 9. титула (25. титула шампиона Русије) |

## Награде

### Годишње појединачне награде
Најбољи поентер
- Алексеј Швед – Химки

Најбољи млади играч
- Никита Михаиловски – Автодор Саратов

Најбољи тренер
- Емил Рајковић – Астана

Најбољи шести играч
- Дорел Рајт – Локомотива Кубањ

Најбољи дефанзивни играч
- Морис Ндур – УНИКС

МВП регуларног дела сезоне
- Алексеј Швед – Химки

МВП плеј-офа
- Никита Курбанов – ЦСКА Москва

### Најкориснији играчи месеца
| Месец    | Играч            | Екипа       | Реф.   |
| 2018     | 2018             | 2018        | 2018   |
| -------- | ---------------- | ----------- | ------ |
| Октобар  | Алексеј Швед     | Химки       | [ 21 ] |
| Новембар | Нандо де Коло    | ЦСКА Москва | [ 22 ] |
| Децембар | Ентони Клемонс   | Астана      | [ 23 ] |
| 2019     |                  |             |        |
| Јануар   | Џален Рејнолдс   | Зенит       | [ 24 ] |
| Фебруар  | Пјериа Анри      | УНИКС       | [ 25 ] |
| Март     | Алексеј Швед (2) | Химки       | [ 26 ] |
| Април    | Арнет Моултри    | Калев/Крамо | [ 27 ] |

## Тимови ВТБ лиге у европским такмичењима
| Екипа            | Такмичење     | Пласман                   |
| ---------------- | ------------- | ------------------------- |
| ЦСКА Москва      | Евролига      | Шампион                   |
| Химки            | Евролига      | 13.                       |
| Локомотива Кубањ | Еврокуп       | Четвртфинале              |
| УНИКС            | Еврокуп       | Полуфинале                |
| Зенит            | Еврокуп       | Топ 16                    |
| Нижњи Новгород   | Лига шампиона | Четвртфинале              |
| Автодор Саратов  | Лига шампиона | Прва квалификациона рунда |
| Автодор Саратов  | ФИБА Еврокуп  | Осминафинале              |
| Цмоки-Минск      | Лига шампиона | Прва квалификациона рунда |
| Цмоки-Минск      | ФИБА Еврокуп  | Групна фаза               |